# Maglie
Maglie (Màje in dialetto salentino; Μάḍḍιαι, Màḍḍie o anche Màje in grico) è un comune italiano di 13 167 abitanti della provincia di Lecce in Puglia.
Situato in posizione nodale per il medio-basso Salento, è un importante centro industriale ed economico della provincia. Comprende anche la frazione di Morigino.

## Geografia fisica

### Territorio
Il territorio comunale di Maglie, che si estende nella parte centrale della provincia, circa 29 km a sud del capoluogo, con una superficie di 22,36 km², è situato nell'entroterra idruntino, nell'estremità meridionale della pianura salentina, un vasto e uniforme bassopiano del Salento compreso tra i rialti terrazzati delle Murge a nord e le Serre salentine a sud.
La morfologia del territorio è pianeggiante con un'altezza massima di 105 metri sul livello del mare; il centro abitato, invece, registra un'altitudine che si aggira attorno agli 81 m s.l.m.
Confina a nord con i comuni di Corigliano d'Otranto, Melpignano e Cursi, a est con i comuni di Bagnolo del Salento e Palmariggi, a sud con i comuni di Muro Leccese e Scorrano, a ovest con il comune di Cutrofiano.

### Clima
Dal punto di vista meteorologico Maglie rientra nel territorio del Salento orientale che presenta un clima mediterraneo, con inverni miti ed estati caldo umide. In base alle medie di riferimento, la temperatura media del mese più freddo, gennaio, si attesta attorno ai 9,7 °C, mentre quella del mese più caldo, agosto, si aggira sui 29,4 °C. Le precipitazioni, più frequenti1 in autunno ed in inverno, si attestano attorno ai 49 mm di pioggia/anno. La primavera e l'estate sono caratterizzate da lunghi periodi di siccità.
Facendo riferimento alla ventosità, i comuni del Salento orientale sono influenzati fortemente dal vento attraverso correnti fredde di origine balcanica, oppure calde di origine africana.
| Maglie                          | Mesi | Mesi | Mesi | Mesi | Mesi | Mesi | Mesi | Mesi | Mesi | Mesi | Mesi | Mesi | Stagioni | Stagioni | Stagioni | Stagioni | Anno |
| Maglie                          | Gen  | Feb  | Mar  | Apr  | Mag  | Giu  | Lug  | Ago  | Set  | Ott  | Nov  | Dic  | Inv      | Pri      | Est      | Aut      | Anno |
| ------------------------------- | ---- | ---- | ---- | ---- | ---- | ---- | ---- | ---- | ---- | ---- | ---- | ---- | -------- | -------- | -------- | -------- | ---- |
| T. max. media (°C)              | 14,5 | 15,1 | 17,9 | 24,4 | 28,0 | 33,1 | 35,0 | 35,4 | 33,8 | 24,8 | 19,7 | 13,9 | 14,5     | 23,4     | 34,5     | 26,1     | 24,6 |
| T. min. media (°C)              | 5,6  | 6,0  | 10,1 | 12,0 | 18,0 | 22,0 | 22,5 | 23,0 | 23,2 | 15,9 | 10,0 | 7,1  | 6,2      | 13,4     | 22,5     | 16,4     | 14,6 |
| Giorni di calura (Tmax ≥ 30 °C) | 0    | 0    | 0    | 2    | 10   | 30   | 31   | 31   | 30   | 17   | 2    | 0    | 0        | 12       | 92       | 49       | 153  |
| Precipitazioni (mm)             | 2    | 6    | 0    | 0    | 0    | 0    | 0    | 0    | 0    | 5    | 30   | 6    | 14       | 0        | 0        | 35       | 49   |
| Umidità relativa media (%)      | 67   | 55   | 34   | 30   | 32   | 29   | 19   | 18   | 9    | 20   | 26   | 32   | 51,3     | 32       | 22       | 18,3     | 30,9 |

## Origini del nome
Il disegno dello stemma cittadino ha alimentato la leggenda (attribuita a Luigi Tasselli, monaco di Casarano), che la città abbia avuto origine da tre masserie, denominate San Basilio, Sant'Egidio e San Vito che, unite insieme come le maglie di una catena, avrebbero formato il primo nucleo abitato.
Emilio Panarese, storico e studioso del posto, richiama invece ed integra precedenti interpretazioni di storici locali dell'ottocento. A suo avviso il nome deriverebbe dal toponimo di origine messapica e quindi illirica, mal, notevolmente diffuso in tutta l'area mediterranea (e non solo nel Salento). Il significato del toponimo, in contrasto con la pianura su cui è adagiata la città, ma concorde con la fantasia degli abitanti (che vedevano un monte per ogni piccola sopraelevazione), sarebbe quindi quello di altura, cima o monte. La forma latinizzata Malliae corrisponderebbe a Mallia, toponimo dell'isola di Siro, nelle Cicladi, e a Malia, antica città dell'isola di Creta.

## Storia
Le prime testimonianze di insediamenti umani sul luogo appartengono all'età del bronzo.
I primi abitanti furono presumibilmente discendenti delle popolazioni eneolitiche e neolitiche capaci di coltivare, allevare, costruire villaggi e innalzare specchie, dolmen e menhir).
La zona ospita numerose testimonianze del megalitico (in contrada Policarita, si erge il dolmen con caratteristiche arcaiche denominato "Chianca" ed altri dolmen sono: i due "Caramauli" nella località omonima, "Canali" a Muntarrune piccinnu, "Grotta", "Pino" e "Specchia" a San Sidero. Analogamente, abbondano i menhir: "Calamauri", "Crocemuzza" (o "Franite") e "Sprunu".
La più importante testimonianza di presenza umana sul posto è il giacimento di manufatti nel fondo Cattìe scoperto nel 1980: circa 12.000 strumenti e schegge e 800 reperti di ossa, (compresa una falange umana fossile, probabilmente appartenente ad un uomo di Neanderthal).
Altre importanti testimonianze sono: una laura basiliana (insediamento monastico dell'VIII al IX secolo) in contrada Fraganite, distrutta nel 1975, e i complessi cimiteriali alto-medievali nel fondo Adamuccio.
Intorno al IX secolo gli abitanti della zona iniziarono a spostarsi dalle alture che oggi circondano la città a quella che oggi è la zona centro, ricca di acqua poiché raggiunta da un corso d'acqua sotterraneo.
Non si ha notizia certa di una infeudazione della città ma intorno al 1250 è certo che faccia parte dei possedimenti feudali di Tommaso di Noha che cede Maglie, Giurdignano, Palmariggi, Juvanello, Moricio e Serrano, in dote alla figlia Riccarda che va in sposa a Glicerio de Persona (De Matino), uno dei più grandi feudatari di Terra d'Otranto dell'epoca, "Terra dotalis Glicerii de Matino videlicit in Jurdiniano".
Alla morte di Glicerio, nel 1269, il territorio di Maglie passa in proprietà all'Angioino Anselin de Toucy che sposa una figlia di Glicerio, Sibilla. Alla sua morte nel 1273 il feudo viene prima incamerato dalla Chiesa ed poi, in un secondo momento assegnato ad un figlio del de Toucy e poi ancora ai suoi eredi. Sul finire del XIV secolo rientra di nuovo nei possedimenti di un Lisolus De Persona (De Matino)
Il feudo con il castello, probabilmente un fortilizio di epoca normanna, passò ad Andriolo Lubello e poi al di lui figlio Luigi, se ne ha conferma di una lettera del re Alfonso di Aragona del 1449, che provvidero ad una risistemazione dell'antica rocca secondo criteri più moderni.
La città di Maglie rimarrà feudo dei Lubello fino al 1608. Passerà di mano in mano tra vendite e rivendite fino al 1711 dove sarà feudatario Ascanio Filomarino fino al 1723 e poi i Capece di Barbarano fino all'eversione della feudalità nel 1806.

### Simboli
Descrizione araldica dello stemma:
(RD 2 febbraio 1890)

Stemma cittadino.

Lo stemma di Maglie è formato da tre anelli su sfondo azzurro, lo scudo è sormontato da una corona muraria, con torri d'argento e guardiola in oro.
Nella più antica rappresentazione ancora visibile dello stemma magliese, scolpita nella pietra leccese al di sopra del portale della chiesa di Santa Maria della Scala e risalente al 1610, i tre anelli appaiono intrecciati verticalmente. In un'altra esecuzione del 1725, posto alle spalle dell'altare della chiesa della Madonna Addolorata, le tre maglie sono in posizione capovolta rispetto a quelle dello stemma ufficiale.
La prima rappresentazione a colori osservabile dello stemma risale ai primi dell'800, dipinta in un affresco nella chiesetta di Sant'Isidoro. Questo stemma è particolarmente interessante poiché lo scudo, pur mantenendo il campo azzurro tradizionale, è racchiuso in una corona di rami di alloro e quercia sostenuti da un tamburo dorato, emblema della famiglia Tamborino. Inoltre ogni anello possiede un colore differente, ovvero verde, argento e nero, con due stendardi incrociati dai medesimi colori alle spalle dello stemma stesso.
Il gonfalone è un drappo di giallo.

## Monumenti e luoghi d'interesse

### Architetture religiose

#### Parrocchia "Presentazione del Signore"

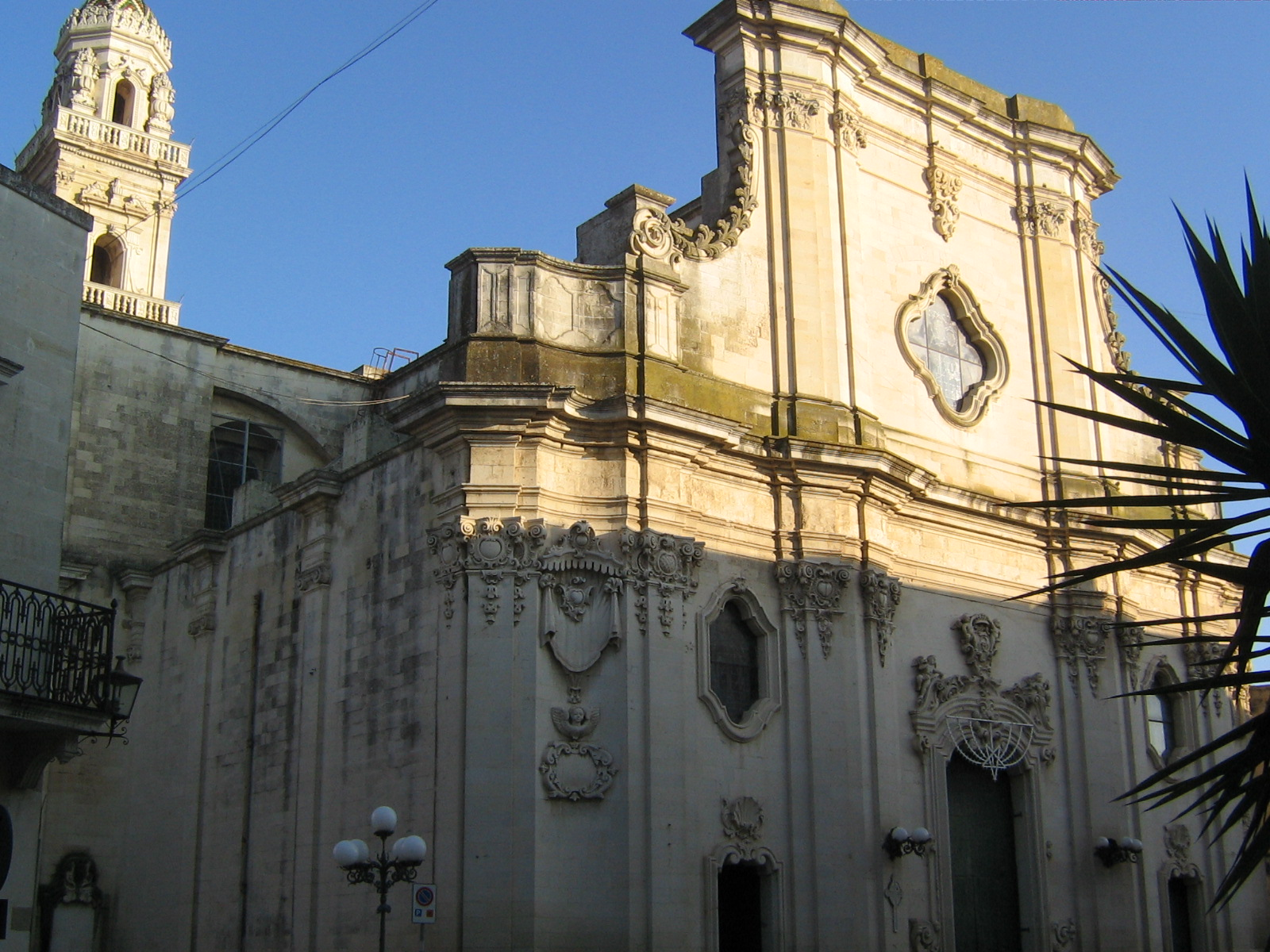
Duomo.

Il duomo di Maglie, ex Collegiata dell'arcipretura curata del capitolo di Maglie, con diocesi a Otranto, è la principale chiesa della città e mantiene la denominazione alla greca di "chiesa grande". Sorge sul luogo di due precedenti edifici, rispettivamente del XIV e XVI secolo. Nonostante la mancanza di fonti e di documenti è possibile comunque fissarne la costruzione alla fine del XVIII secolo.
La facciata si presenta di grandi proporzioni con un andamento mistilineo. Le estremità laterali prima di flettersi all'indietro, accennano ad un motivo a mezzaluna dove è concentrata una sezione decorativa estremamente elaborata.
L'interno, a croce latina, presenta tre navate con copertura alla leccese ed impostate su solidi pilastri. Di rilevante importanza artistica sono i due altari delle testate del transetto ed il Maggiore, tutti scolpiti in pietra leccese da Emanuele Orfano e dipinti mano. Il Maggiore è sormontato dalla statua della Madonna della Misericordia e da quelle degli apostoli Pietro e Paolo; nel presbiterio sono situati inoltre il coro ligneo a 80 stalli e un organo a canne, tutte opere settecentesche.
Nel braccio destro del transetto vi è la cappella del Sacramento, rivestita di marmi policromi, opera del marmoraro napoletano Domenico d'Aloia. Sulle pareti laterali sono conservati due ovali dipinti da Oronzo Tiso: la Madonna col Bambino e San Gaetano di Thiene in uno, e San Francesco da Paola nell'altro. Tra le altre pitture presenti nel Duomo, di un certo rilievo artistico sono:
- l'Ultima Cena, opera del maestro napoletano Francesco Palumbo;
- l'ovale collocato sull'altare di San Nicola che raffigura la Vergine con il Bambino e Sant'Agostino, opera del pittore napoletano Pietro Bardellino;
- la tela della Gloria di San Nicola, sempre opera del Bardellino e ridipinta nel 1858 da Raffaele Salines;
- le opere del pittore Saverio Lillo raffiguranti la Predicazione di San Giusto, il Martirio di Sant'Oronzo, le due tele collocate nella cappella del Sacro Cuore raffiguranti la Visitazione della Vergine a Santa Elisabetta e l'Annunciazione della Vergine, la tela dipinta nel 1777 che raffigura San Nicola che abbatte il cipresso di Diana;
- la tela di Giovanni Grassi, datata 1841, raffigurante San Nicola che rapisce Adeodato.

##### Simulacri presenti nel Duomo
- Statua di Sant'Oronzo
- Statua di San Nicola  (Santo patrono della città )
- Statue dei Misteri del Venerdì Santo
- Statua di San Domenico Savio
- Statua dell'Immacolata
- Altre statue

La chiesa è sede della parrocchia Presentazione del Signore.

##### Campanile del Duomo

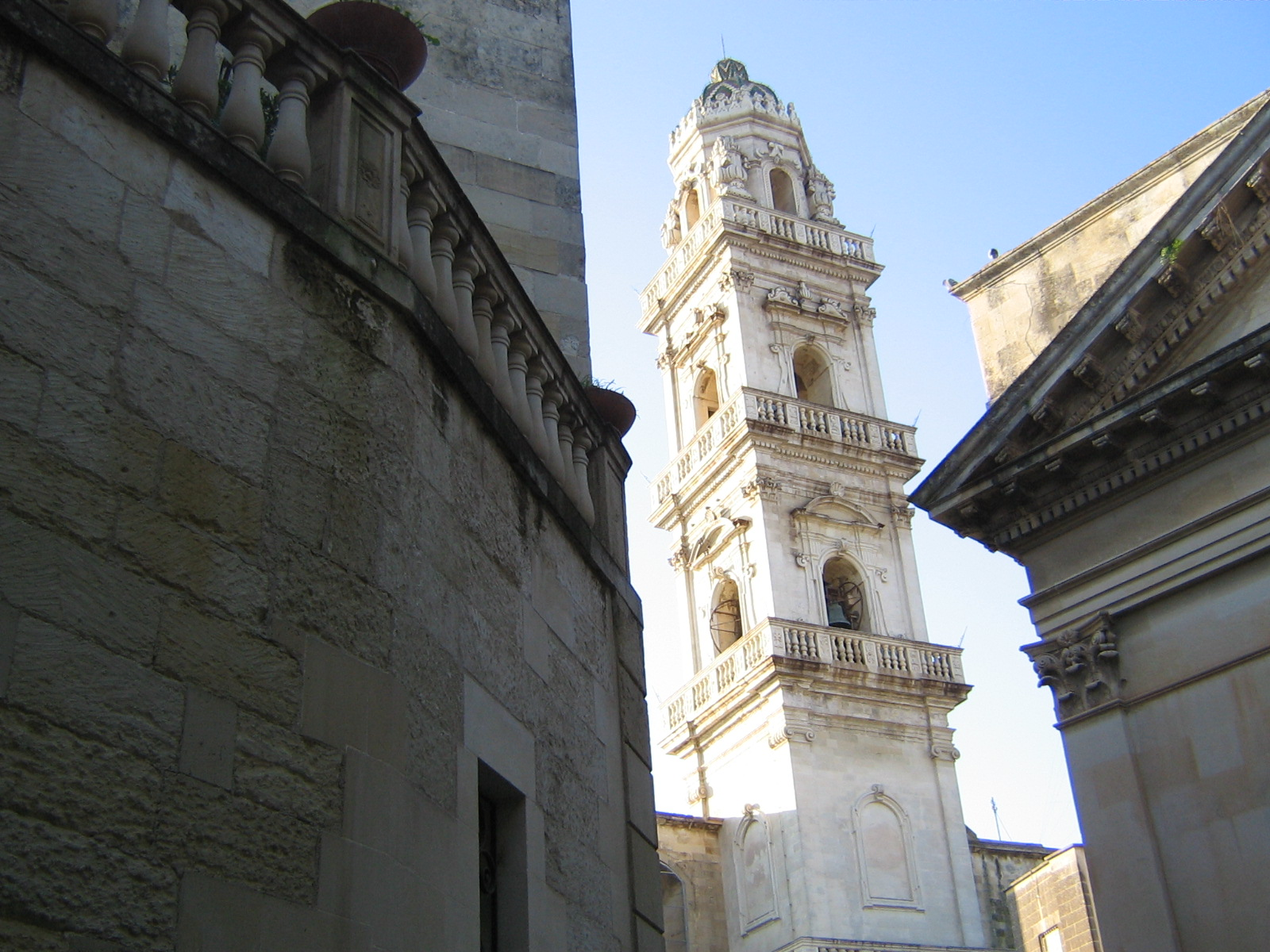
Campanile.

Alto circa 48 metri è il più alto campanile della provincia dopo quello del Duomo di Lecce, e la sua realizzazione risale, molto probabilmente, tra il 1686 e il 1690.
È in pietra leccese a cinque piani, di cui i primi quattro a sezione quadrata composti architettonicamente negli ordini dorico, ionico, corinzio e tuscanico e l'ultimo ottagonale con il cupolino maiolicato con una croce sommitale. Ogni livello è sottolineato da una balaustra a giorno, nelle quali le colonnette si alternano a pilastrini con la faccia scolpita con elementi vegetali. Sono attribuiti all'architetto leccese Giuseppe Zimbalo i quattro ordini superiori, dopo un primo intervento basamentale ad opera del veneto Giovanni Larducci.

#### Chiesa della Madonna delle Grazie

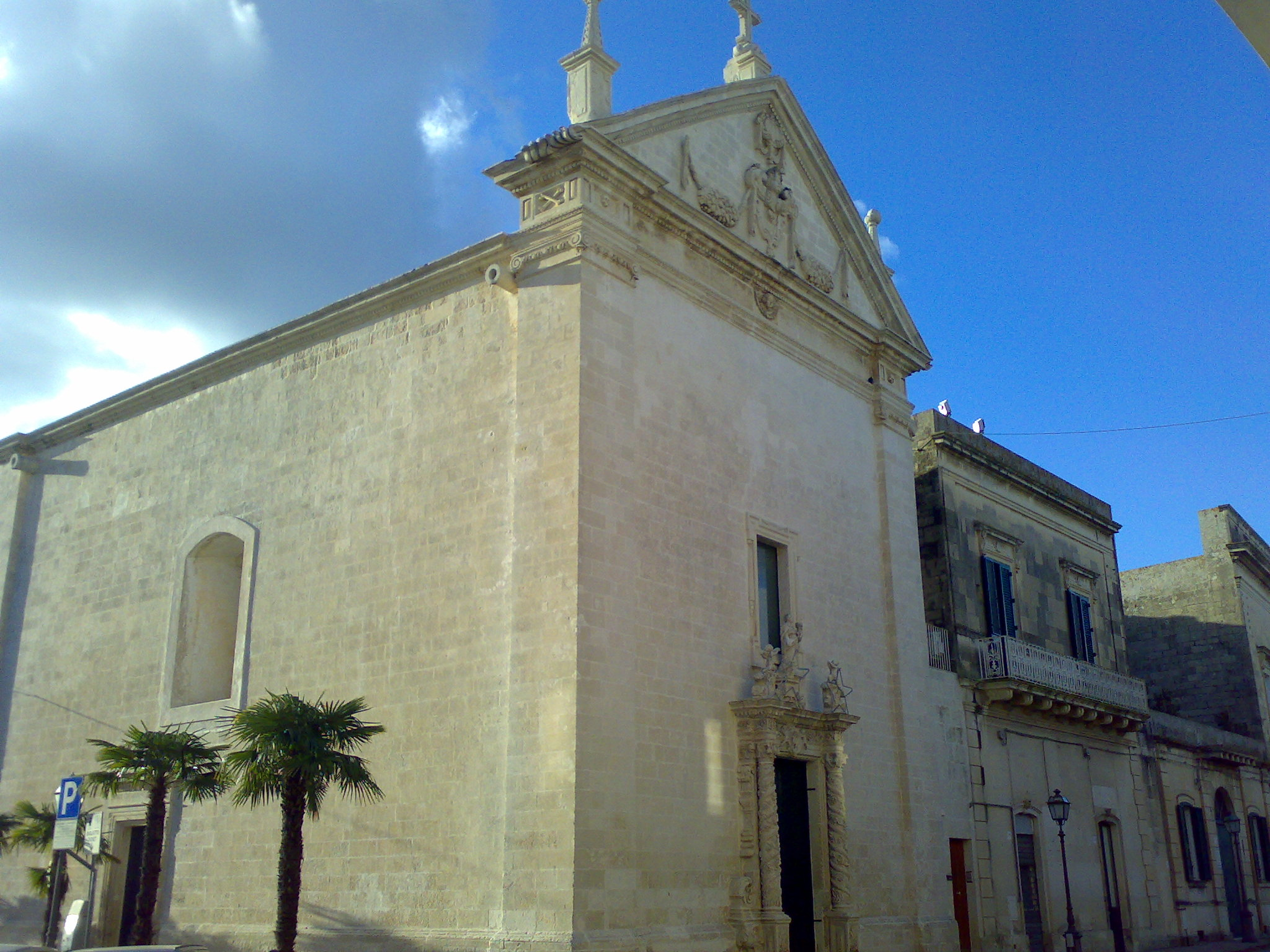
Chiesa Madonna delle Grazie.

La chiesa della Madonna delle Grazie era nel passato conosciuta come chiesa della Congregazione. La chiesa, in stile barocco, ha una facciata semplice e lineare, quindi lontana dalle forme esuberanti, tipiche del barocco leccese. Costruita nella prima metà del XVI secolo, vide, per la sua realizzazione, l'alternarsi di artisti quali Agostino Martinelli e Giulio Cesare Penna. Sul portale, racchiuso tra due colonne tortili, è collocata la statua della Vergine col Bambino.

L'interno presenta un'unica navata, in fondo alla quale è collocato l'altare Maggiore realizzato nel 1645 dallo scultore Giovan Donato Chiarello. Rimarchevoli, inoltre, le piccole sculture presenti sopra l'altare raffiguranti l'Incoronazione della Vergine.
Di particolare interesse sono gli affreschi impressi sulle vele della volta, risalenti al XVII secolo, che raffigurano Angeli danzanti e musicanti e la Cacciata di Adamo ed Eva dal Paradiso Terrestre. Tra le altre pitture ed opere, meritano una citazione:
- la pala ad olio collocata sull'altare maggiore e raffigurante la Vergine col Bambino con i santi Antonio Abate, Basilio e Antonio da Padova, opera realizzata, probabilmente, dal pittore Giuseppe Verrio;
- le tele dei Dodici apostoli posizionate sulle pareti laterali, risalenti al XVII secolo;
- il Confessionale realizzato dall'artista magliese Giuseppe Conte;
- la statua raffigurante il Cristo Morto.

La chiesa godeva di pregevoli stalli per la congregazione e di una cancellata in ferro battuto posta tra l altare e il resto della chiesa per separare le parti, che però sono andati persi.
La chiesa ha subito vari restauri che hanno portato alla modifica della chiesa stessa ma anche alla conservazione. Nei primi del 900 l'altare "corDeo" in pietra leccese venne ricoperto e sostituito da uno in marmo in stile neoclassico; la pavimentazione venne sostituita nel 1961. Per mantenere la magnificenza della chiesa, la stessa venne restaurata in varie epoche. I restauri più significativi vennero attuati per la salvaguardia degli affreschi dopo l incendio degli anni 80,per lo sbiancamento e restauro della facciata. Dal 2005 la chiesa è oggetto di numerosi restauri volti a portare la pala e l altare all antico splendore. Recenti indagini hanno rilevato, infatti, che la pala è stata ridipinta, modificata e rimaneggiata, mentre l altare è stato coperto interamente da una tinta color grigio annullando, così, la bellezza della tinta dorata.

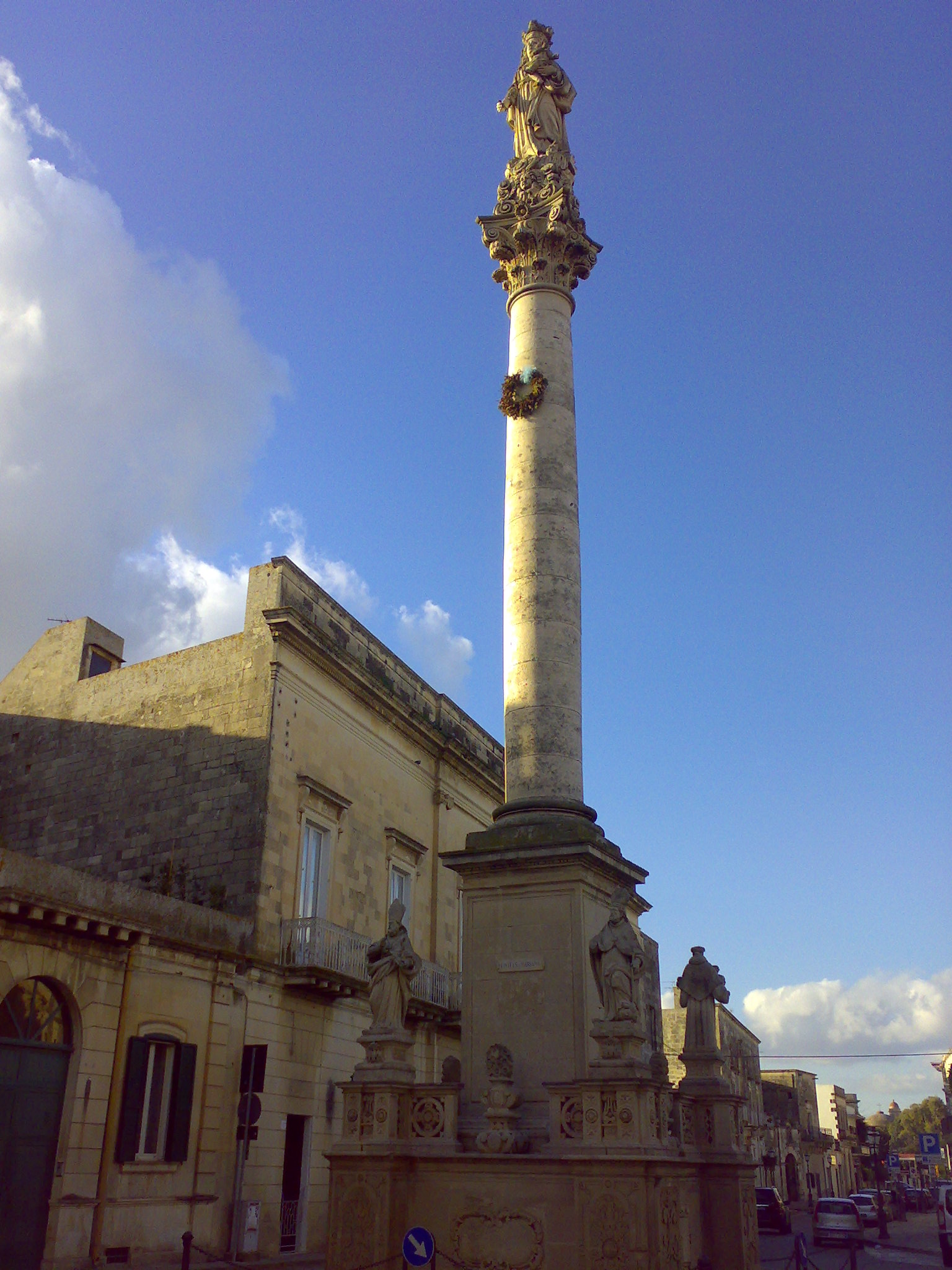
Colonna Madonna delle Grazie.

##### Colonna della Madonna delle Grazie
La Colonna in pietra leccese, a fusto liscio, alta 15 metri, venne eretta tra il 1684 e il 1687 su committenza della Confraternita della Natività (o della Madonna delle Grazie). Le forme rispecchiano quelle della colonna di Sant'Oronzo a Lecce. Ai lati di un basamento quadrangolare sono collocate le statue dei quattro protettori di Maglie: San Nicola, Sant'Oronzo, Sant'Antonio da Padova e San Leonardo. In cima, su un capitello corinzio, svetta la statua della Vergine.
Alla fine del XIX secolo un fulmine danneggiò la statua e parte del capitello. La colonna rimase monca fino al 1926, quando la Confraternita affidò allo scultore magliese Luigi De Pascalis la realizzazione di una nuova statua. Il busto della statua seicentesca della Vergine è attualmente collocata nell'adiacente Largo Madonna delle Grazie. La colonna è ritratta in uno schizzo del pittore francese Jean Louis Despréz (1778) conservato all'Accademia di Belle Arti di Stoccolma, che servì come guida per l'incisione che lo stesso autore fornì il 1781 per le pagine del Voyage pittoresque, ou description des Royames de Naples et de Sicile (Parigi 1771–1786), opera dell'abate C. Richard de Saint-Non.

#### Chiesa-Santuario della Madonna Addolorata

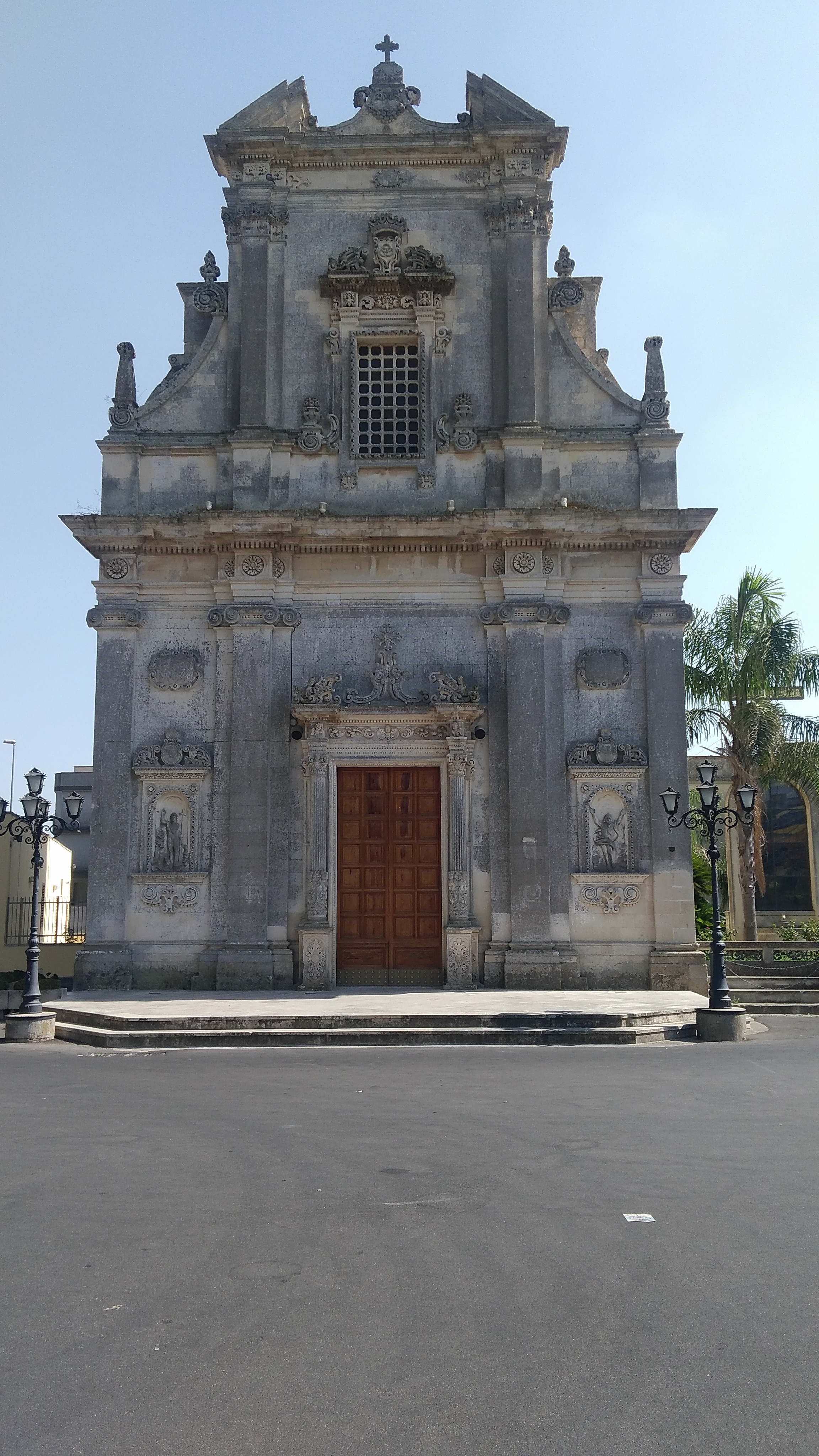
Chiesa Madonna Addolorata.

La chiesa della Madonna Addolorata, eretta tra il 1722 ed il 1725, divenne santuario mariano nel 1988.
La facciata, slanciata verso l'alto, è divisa in due ordini: quello inferiore presenta un portale inquadrato da due colonne e una trabeazione arricchita da due ricci di timpano e da una croce su volute; ai lati due nicchie riccamente ornate sormontate da altrettanti cartigli. Il secondo ordine è arricchito da un finestrone centrale su cui è posizionato lo stemma cittadino.
L'interno, a navata unica, presenta un altare maggiore e sei altari laterali ricavati attraverso un sistema di archi sorretti da colonne con capitello ionico. Vi sono collocati inoltre alcuni pregevoli dipinti di De Simone e Mangionello , un armadio ligneo eseguito nel 1913 dai fratelli Micolano in cui è conservata la statua settecentesca in cartapesta dell'Addolorata, opera della locale Scuola d'Arte e Mestieri fondata da Egidio Lanoce, ed ai suoi piedi è conservato il corpo del Cristo morto che però, a causa delle dimensioni ridotte, non viene portato durante la processione dei misteri.
A lato della chiesa vi è un "calvario" in pietra leccese realizzato nel 1964 su progetto del pittore magliese Antonio Montefusco.

#### Chiesa Santa Maria della Scala

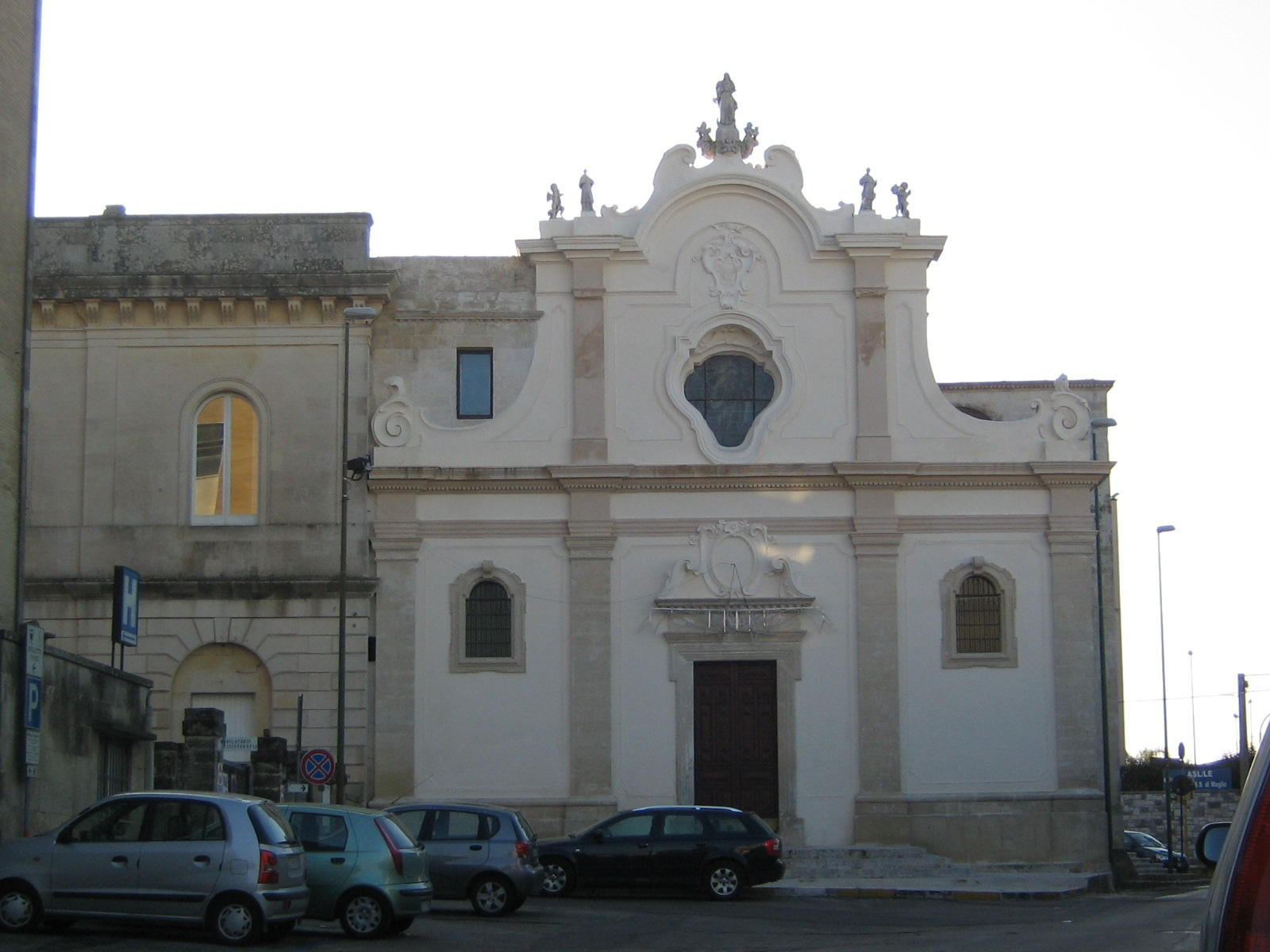
Chiesa Santa Maria della Scala.

La chiesa di Santa Maria della Scala, sorge in sostituzione di una chiesetta di rito greco. Infatti l'attuale edificio sacro conserva all'interno alcuni elementi architettonici medioevali: un rosone, una finestra e una porta.
Già nel 1522 aveva il titolo di Sainte Marie de la Scala. Nel 1585 fu concessa ai Francescani conventuali che rimasero a Maglie fino al 1806. Questi ricostruirono la chiesa in vari periodi, secondo le disponibilità economiche, ed è per questo che appaiono diversità stilistiche nella struttura. La navata centrale, il presbiterio e il coro furono costruiti nel Seicento, mentre le navate laterali un secolo dopo.
La facciata della chiesa, decorata da svariati motivi, è del XVIII secolo. Del 1610 è il robusto portale.
L'interno, a tre navate, è completamente decorato da stucchi di epoca settecentesca. Imponenti sono gli altari del transetto, rispettivamente dedicati alla Vergine del Rosario e alla Madonna della Scala. 
Interessanti sono la tela dell'Annunciazione e quella di Sant'Antonio da Padova e l'affresco bizantino della Madonna della Scala. Nella chiesa è presente il simulacro di San Vincenzo de' Paoli, e deue statue raffiguranti la Madonna Assunta.
Al magliese Giuseppe Mangionello si deve il ritratto a rilievo marmoreo di Michela Tamborino Frisari, fondatrice dell'ospedale cittadino, posto sull'altare maggiore dove si trova la lapide che custodisce le ossa della benefattrice.

#### Chiesa (ex parrocchia) di San Antonio Abate
La chiesa di Sant'Antonio Abate è una delle più antiche chiese di Maglie in quanto le sue prime origini risalirebbero alla fine del XIV secolo. Riedificata ex novo nel XV secolo, viene citata per la prima volta in un documento del 1578.
Presenta un semplice prospetto inquadrato da due paraste e caratterizzato da un finestrone centrale posto in asse con il portale d'ingresso sormontato da una coppia di angeli che reggono lo stemma cittadino. L'interno, a due navate, ha una copertura a stella finemente affrescata. Si conserva la statua di Sant'Antonio Abate e la nicchia contenente la ruota degli esposti, ovvero un meccanismo girevole di forma cilindrica dove venivano lasciati i neonati abbandonati. Durante i recenti lavori di restauro sono emerse alcune sepolture medievali. Nel 1930 venne eretta a sede parrocchiale; tale rimase fino al 1959, anno in cui si consacrò la nuova chiesa intitolata al Sacro Cuore di Gesù

#### Parrocchia San Antonio Abate (chiesa Sacro Cuore di Gesù)
Costruita per sostituire la parrocchia di Sant'Antonio, ormai troppo piccola, la chiesa del Sacro Cuore di Gesù, sorta intorno agli anni cinquanta del novecento, è a una sola navata. Alle spalle dell'altare si trova un mosaico raffigurante l'Apparizione del Sacro Cuore a santa Margherita Maria Alacoque. La facciata è caratterizzata da tre portali, uno centrale e due laterali, e da un campanile a fascia che ospita un gran numero di campane predisposte per suonare anche canti liturgici.
Importanti sono le statue, presenti nella chiesa, raffiguranti Santa Rita da Cascia, San Giuseppe, il Sacro Cuore di Gesù.

#### Chiesa della Madonna di Costantinopoli
La chiesa della Madonna di Costantinopoli, venne ricostruita nel 1884 sulle rovine della chiesa più antica. La chiesa fu completata nel 1895. All'interno sono presenti un quadro a rilievo raffigurante la Vergine e la statua di Sant'Antonio di Padova eseguite dal leccese Giuseppe Manzo, ed inoltre le statue dei santi Francesco d'Assisi, Padre Pio da Pietrelcina, San Rocco e Santa Teresa di Lisieux.
Nel 1939 venne annesso il convento dei frati Cappuccini.

#### Chiesa dei Santi Medici Cosma e Damiano
La chiesa dei Santi Medici fu costruita, per devozione di un monaco di Bitonto, fra il 1884 e il 1897. Realizzata in stile neoclassico, tipico della fine dell'Ottocento, presenta una pianta ovale sormontata da una cupola. L'interno ospita, oltre l'altare maggiore, quattro altari laterali. In cartapesta sono le statue dei Santi Cosma e Damiano e di Santa Lucia, quest'ultima realizzata nel 1913. Nella chiesa inoltre è presente la statua di San Luigi Gonzaga. Qui vi è sede la confraternita del Ss Sacramento.
Benché non siano i protettori, i Santi Medici, sono molto venerati nella cittadina.

#### Chiesetta di San Martino di Tours o Dell'Annunziata

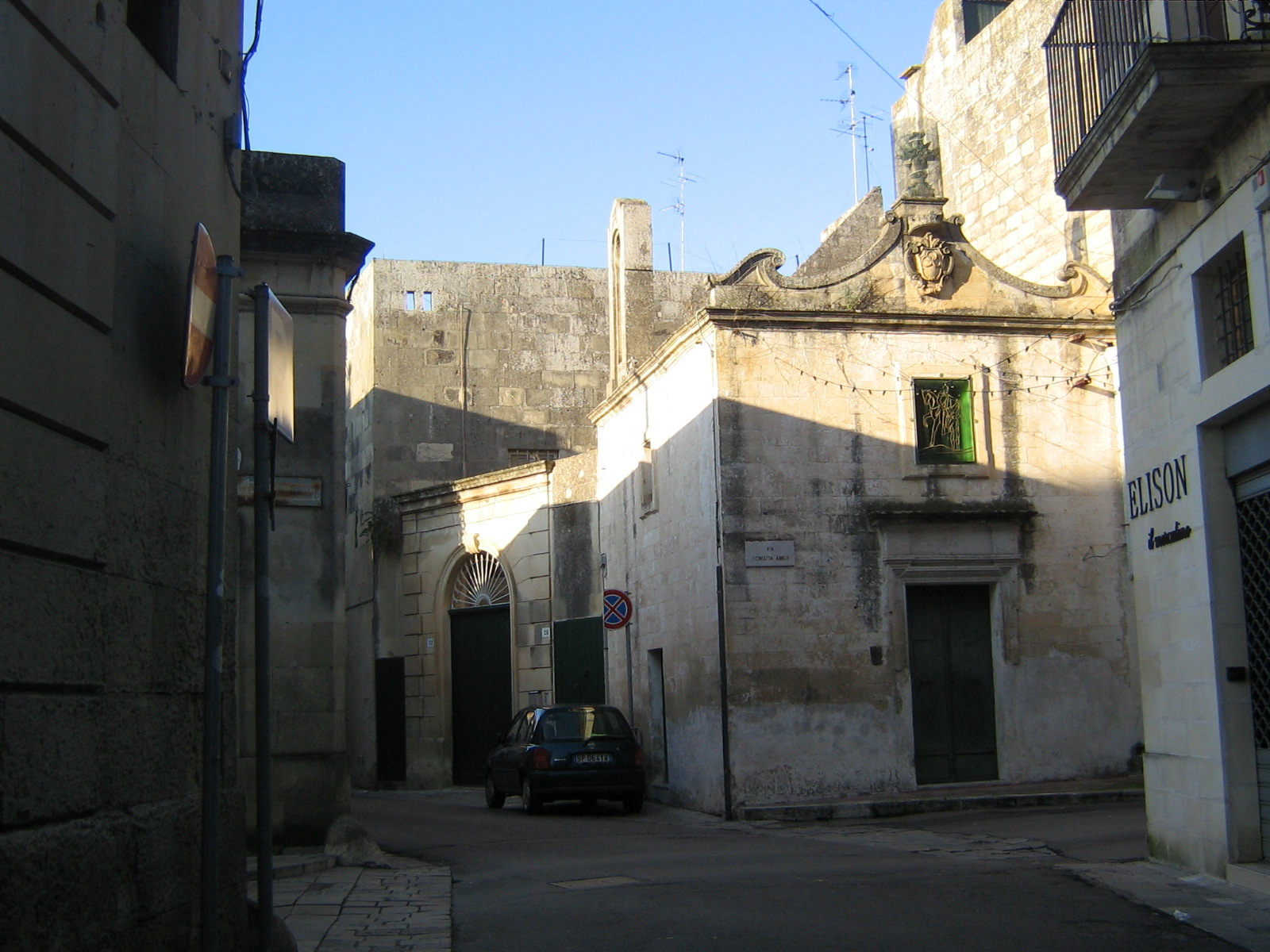
Chiesa dell' Annunciazione - San Martino.

La chiesa di San Martino di Tours si presenta con una semplice facciata sormontata dallo stemma della Città di Maglie. All'interno si può ammirare il quadro che ritrae l`Annunciazione e la preziosa statua in cartapesta raffigurante San Martino Elemosiniere a cavallo, opera di Luigi Guacci autore anche della statua di Maria Santissima Immacolata. Nella chiesetta, recentemente restaurata, sono stati fatti ritrovamenti riconducibili, probabilmente, al periodo medievale. Ulteriore elemento caratterizzante è il campanile a una sola campana che mantiene il metodo antico di suonata a corda.

#### Parrocchia Maria Santissima Immacolata

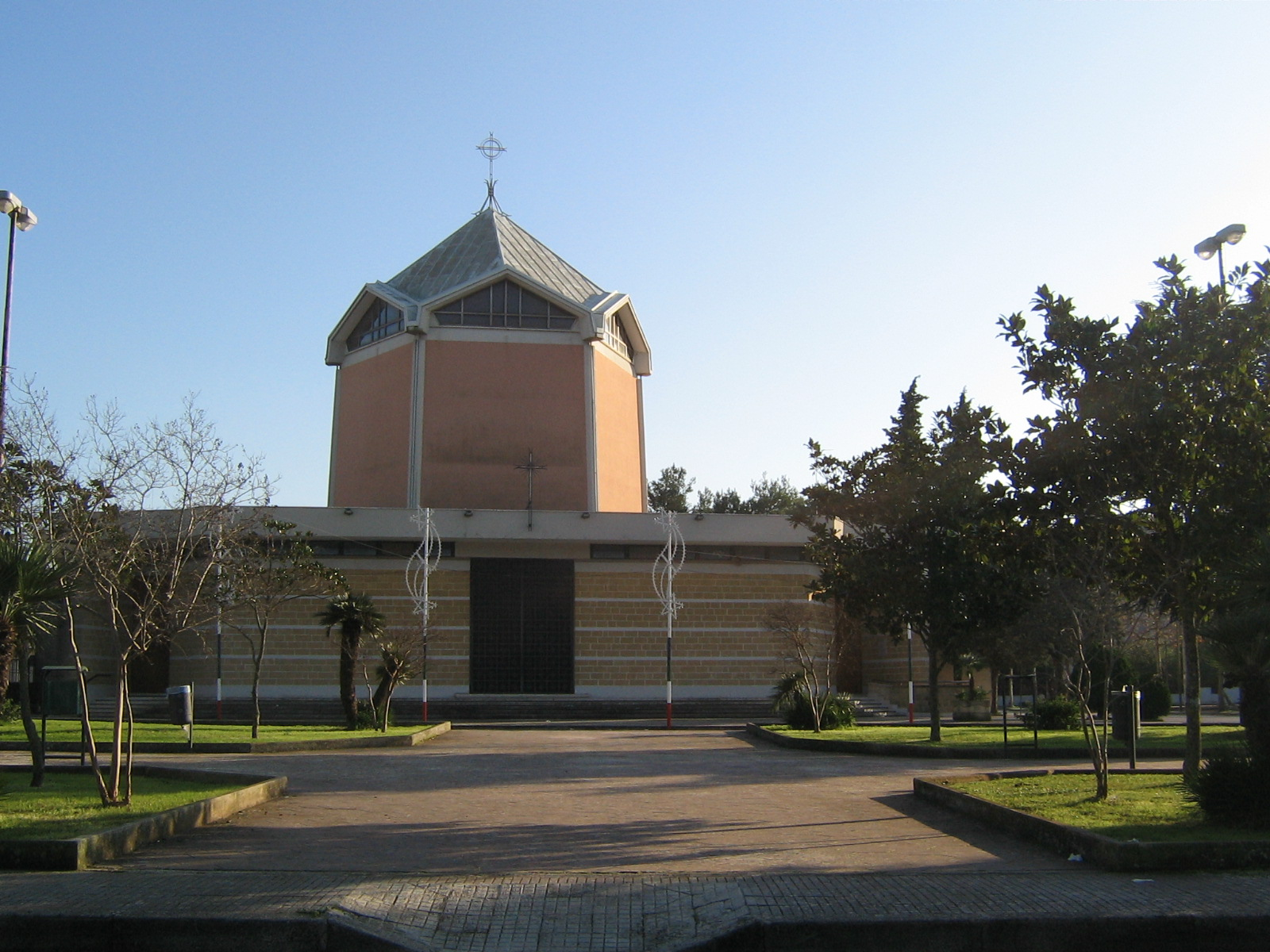
Parrocchia dell'Immacolata.

La Chiesa e Parrocchia della Madonna Immacolata è stata costruita nei primi anni 70 del XX secolo. Sua particolarità è la forma esagonale del tamburo della navata centrale, le cui facce interne sono ravvivate da un rosso pompeiano. Alle spalle dell'altare di marmo bianco, un maestoso mosaico raffigurante tre episodi della vita della Vergine Maria (Annunciazione, Assunzione, Immacolata Concezione). Nella Chiesa è presente una statua dell'Immacolata che si festeggia il 31 maggio (conclusione mese della Madonna) e l'8 dicembre (l'Immacolata).

### Altre chiese
- Chiesa di San Francesco
- Chiesa Madonna della purità
- chiesa Madonna di Loreto
- Chiesetta della Madonna di Leuca
- Chiesetta di Sant'Anna, nel centro storico. appartenente alla famiglia nobile dei De Marco
- Chiesetta di Santa Teresa, situata in una traversa di via Roma nel centro storico.
- Chiesetta di San Donato Vescovo e Martire situata in una strada di campagna.
- Chiese private
- Chiese chiuse al culto e/o sconsacrate
  - ex chiesa di San Marco ove oggi sorge l'attività commerciale Candido
  - ex chiesa di San Giuseppe nell'omonima via
  - ex chiesa di San Pietro, adesso sede di una banca

#### Chiesa Madre di San Giovanni Battista
La chiesa matrice, dedicata a San Giovanni Battista, è stata eretta nei primi anni del Seicento, forse da Angelo Spalletto, anche se non si hanno notizie certe in merito. È la chiesa più antica che si trova sul territorio di Maglie.

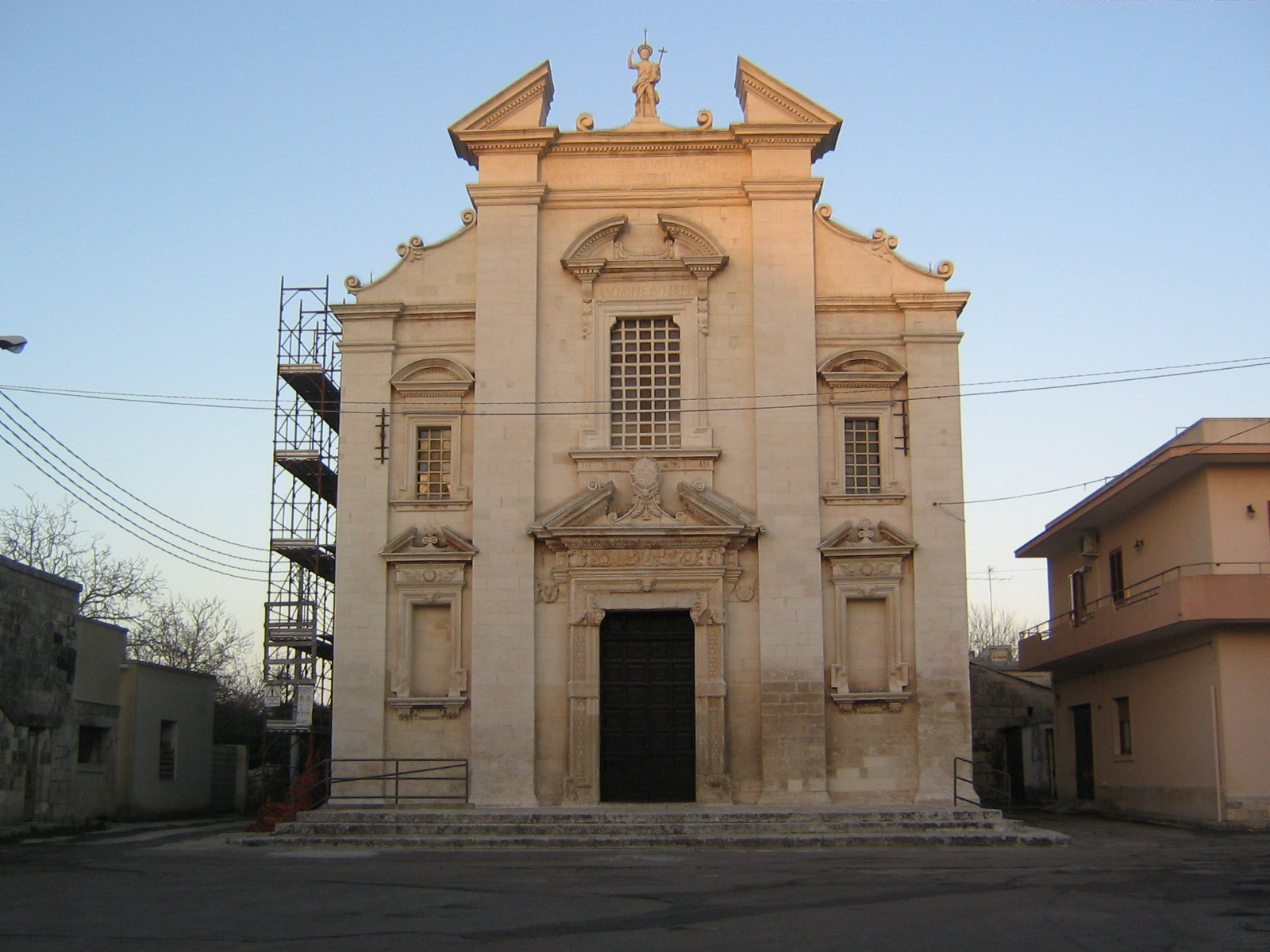
Chiesa Madre San Giovanni Battista.

Sulla facciata principale spiccano un portale decorato, due nicchie nella parte bassa e tre finestroni. Sulla sommità una statua.
L'interno si presenta con una struttura a tre navate suddivise da imponenti colonne finemente decorate nella parte superiore
Di particolare interesse sono gli altari barocchi, il fonte battesimale seicentesco e la tela raffigurante San Giovanni Battista, attribuita a Luca Giordano. Altre tele raffigurano la Vergine del Carmine, San Nicola con la Natività e i Santi Medici Cosma e Damiano, il cui altare fu rifatto il 1819 da Vito Circolone.
All'interno è presente anche un organo, realizzato dagli organari di Gallipoli Simone e Pietro Khyrcher nella prima metà del XVIII secolo, su cui è riportato l'emblema del paese: un moretto assiso.
La volta, progettata dall'architetto Filippo Bacile di Castiglione d'Otranto ed eseguita dal magliese Carmelo Toma, risale al 1863, anno in cui venne rimosso il soffitto in legno preesistente.

#### Altre chiese (Morigino)
- Cappella della Madonna dell'Addolorata

### Cimitero monumentale
Il cimitero comunale di Maglie reca una serie di cappelle di famiglia realizzate tra la fine del XIX secolo e gli anni venti del XX secolo. Il percorso architettonico comincia dall'eclettismo storico, con campionari che vanno dal neogotico pisano al neorinascimento fiorentino, e tocca i momenti salienti del liberty della scuola di Wagner fino al decò degli anni '20. Tra gli esempi eclettici più eccelsi per imponenza, impegno decorativo e commisitone di stili ricordiamo la cappella Tamborino, realizzata alla fine del XIX secolo dall'omonima famiglia magliese.

### Santi protettori
Al santo patrono della città, San Nicola di Mira, si affiancano due copatroni:
- Sant'Oronzo vescovo e martire
- Madonna delle Grazie

Quando fu costruito l'obelisco (XVIII sec.) di fronte alla chiesa della Madonna delle Grazie, alla base della colonna fu posta l'effigie dei quattro protettori e in cima fu collocata la statua della Vergine delle Grazie.

### Monumenti votivi
- Monumento a San Pio (Rione Immacolata) raffigurante il padre di Pietrelcina. Ogni 23 settembre vi è una festa in suo onore.
- Monumento a San Francesco d'Assisi (Rione Pini) fatto erigere intorno agli anni '80 del novecento per devozione. La statua è in bronzo ed appoggia su una struttura illuminata. Ogni 4 ottobre viene organizzata una piccola festa che ha inizio con la celebrazione liturgica in onore del Santo.
- Affresco votivo della Madonnina (Maria Regina della Pace)
- Statua della Madonna di Medjugorje

### Architetture civili e militari

#### Castello di Maglie
Era situato nell'odierna Piazza Aldo Moro, nel cuore di Maglie, in provincia di Lecce. Al suo posto oggi sorge il Liceo Capece.

##### Storia

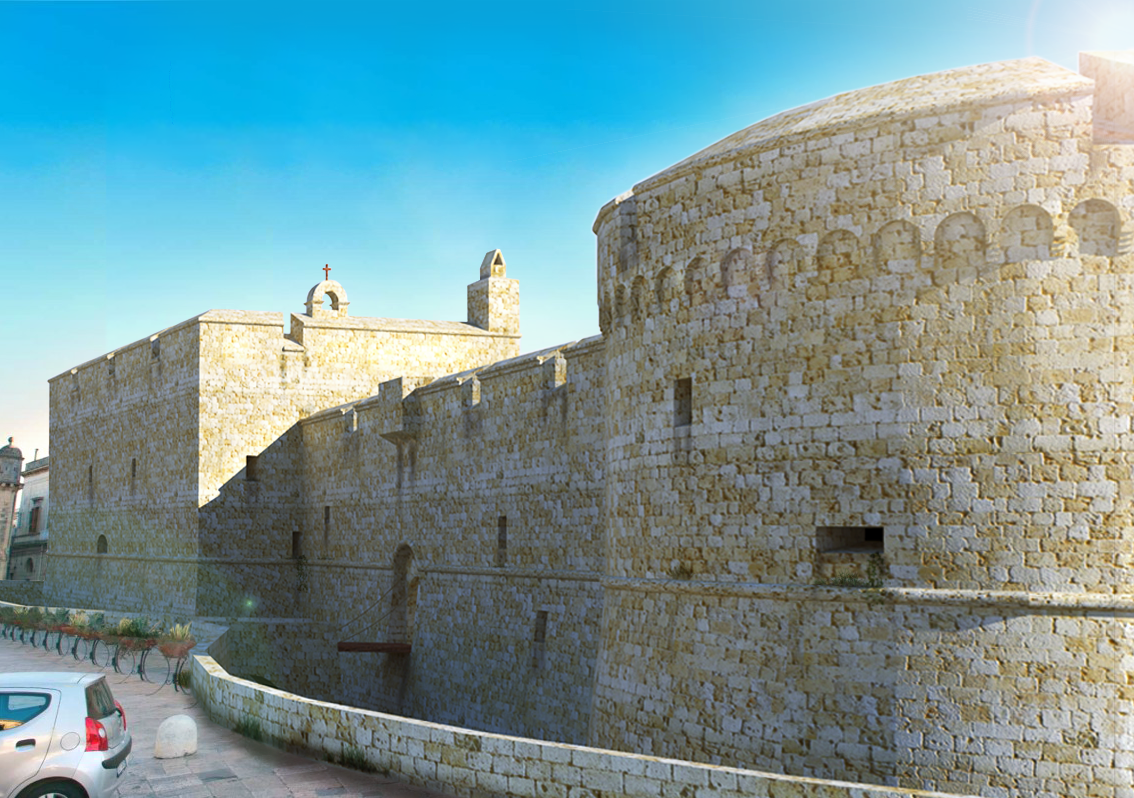
Ricostruzione ideale 3D della facciata del castello di Maglie.

Il castello, nato dapprima in epoca angioina come modesto forte difensivo, è stato poi rimaneggiato e rinforzato verso la metà del XV secolo da Andriolo Lubello (o dal figlio Luigi), barone di Maglie sotto il regno di Alfonso I d'Aragona. Conferma il Re, in una lettera del 1449, a Luigi Lubello, il possesso del casale di Maglie, che il padre Andriolo gli ha donato col suo castello seù fortalezza.
La fortezza subì considerevoli danni durante l'assedio dei cavalieri turchi dell'1 e 2 agosto del 1480. Gli ottomani provenienti da Otranto, che verrà poi conquistata alcuni giorni più tardi, razziavano il territorio in cerca di vettovaglie. I cittadini di Maglie, che non era difesa da cinta muraria alcuna, si rifugiarono nel castello, ma patirono comunque il saccheggio e l'oltraggio dei nemici. I danni furono subito riparati negli anni successivi, e la fortezza non subì ulteriori modifiche.
Nella seconda metà del XVII secolo, quando le invasioni ottomane nel Salento cessarono del tutto, il castello di Maglie perse la sua utilità come struttura difensiva, e ben presto cadde in disuso. L'abbandono causò il progressivo peggioramento delle strutture, che iniziarono a minacciare rovina in alcuni punti, e crollare del tutto in altri. Emblematica è la descrizione che un prelato dell'epoca redige visitando il castello, che viene trovato in completo stato di incuria, pericolante e con il tetto della cappella parzialmente crollato.
Quando nel 1711 il maniero venne ceduto al duca Ascanio Filomarino, venne demolito e convertito in palazzo baronale secondo la moda di quegli anni, salvo mantenerne alcuni ambienti.

##### Struttura

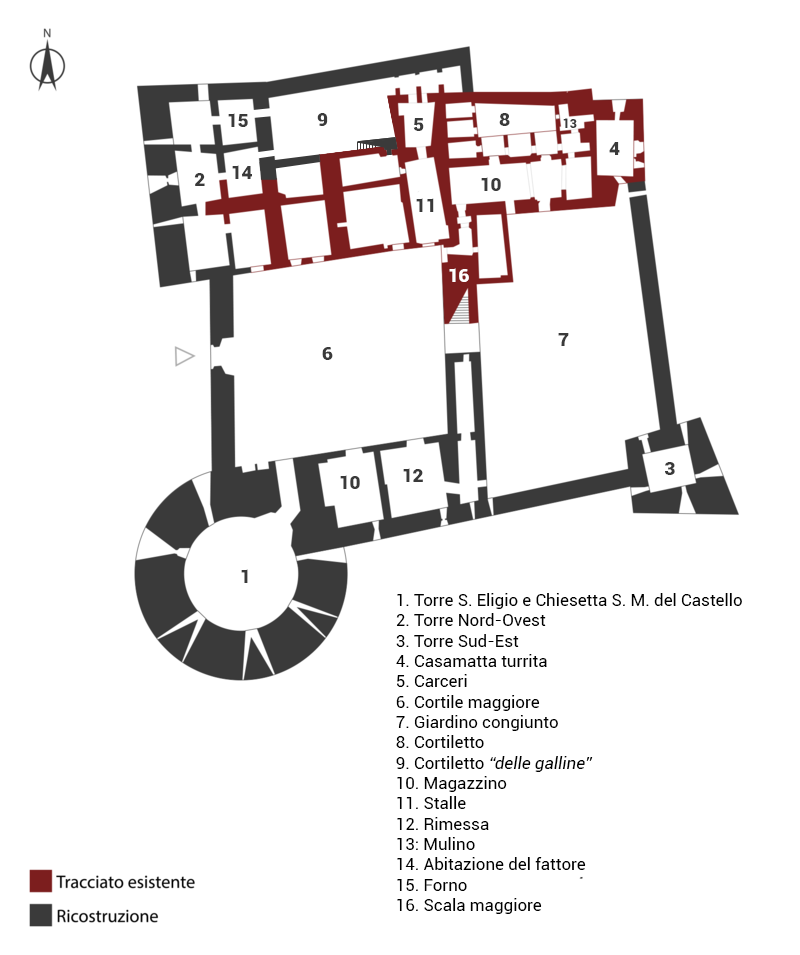
Pianta del castello.

Il castello di Maglie era d'impianto quadrangolare, con i lati di circa 50 metri ognuno. Era guarnito da tre torri: una cilindrica posta a Sud-Ovest della struttura, detta torre di Sant'Eligio, che conteneva la chiesetta di Santa Maria del Castello; una quadrata, a Sud-Est, e l'altra, anch'essa quadrangolare, di grande altezza, nell'angolo a Nord-Ovest. Quest'ultima fungeva anche da mastio e torre principale, grazie alla sua mole.
Nell'angolo di Nord-Est invece, sorgeva una casamatta di forma quadra, utilizzata come deposito munizioni.
Tra il mastio e la casamatta erano situate le stalle e le carceri criminali, mentre la porta d'accesso era rivolta ad occidente (verso l'attuale via Roma). Al centro della fortezza vi era un larghissimo cortile maggiore, con tre pozzi di acque salate, otto fosse per rimettere vettovagliamenti (con una capacità media di ventimila litri ognuna). Le fosse erano riempite con provviste di ogni genere (grano, miele, frutta secca, pesce sotto sale e vino), ed erano in grado di fornire una piena e completa autonomia in caso di assedio.
Dal cortile maggiore si passava al magazzino principale attraverso un arco, posto al di sotto della scala maggiore presente ancora oggi, che conteneva 39 capenti e un pozzo per l'olio. In totale, in caso di conflitto, il castello aveva a disposizione quindi un volume di oltre duecentomila litri, stracolmo di risorse.

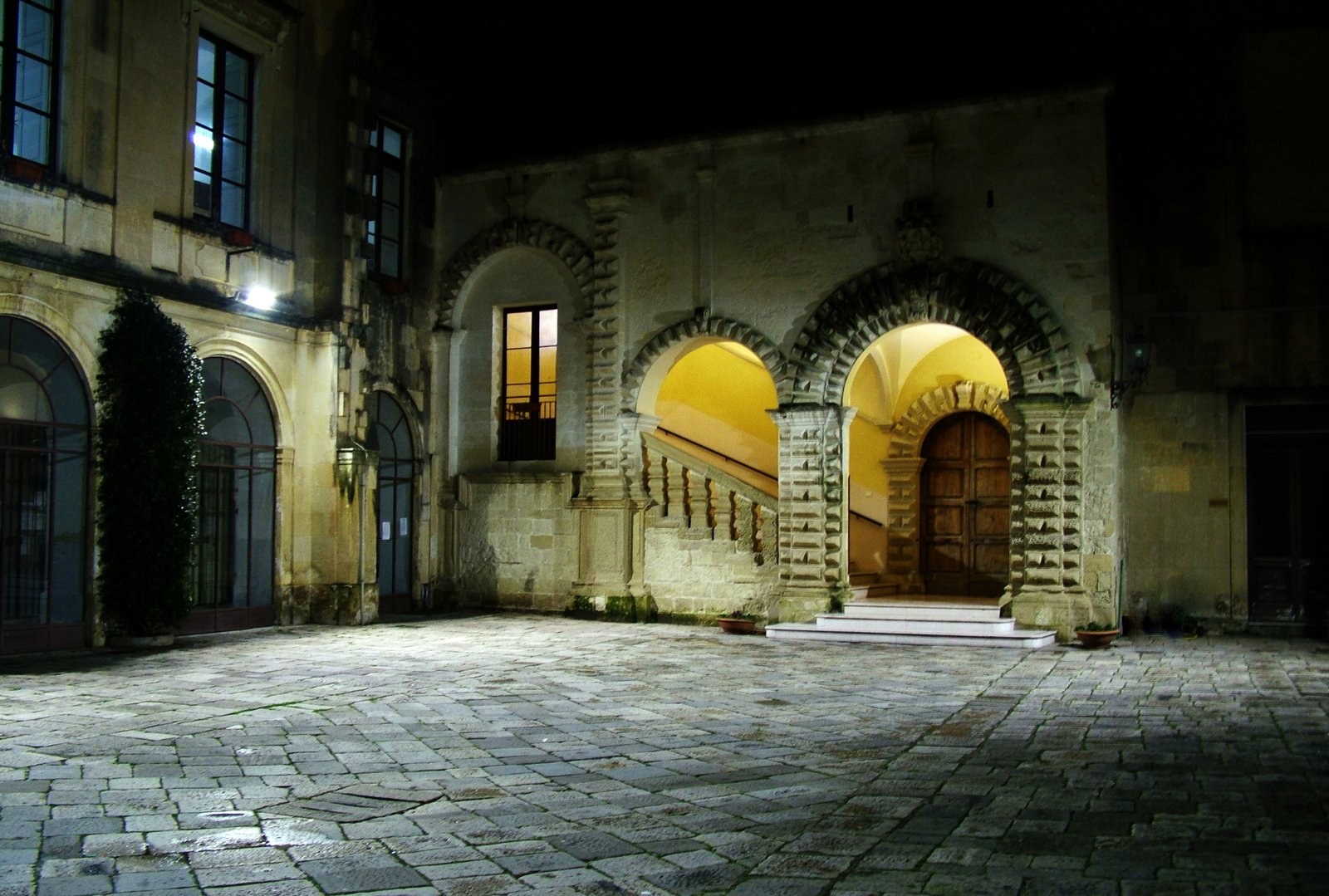
Portale seicentesco dell'originale castello, sopravvissuto alle demolizioni.

Al primo piano del castello, dove si trovavano le camere private del barone, le cucine e i saloni, si accedeva per mezzo della scala maggiore ai cui piedi vi era il portale seicentesco, presente ancora oggi. Alle spalle del portale seicentesco vi era un giardino quadripartito con diversi alberi di frutto, e tutto intorno alla fortezza, eccetto il lato occidentale, erano presenti giardini, orti e vigneti.
Il castello, inoltre, era circondato da un fossato, come si legge in due diversi documenti del 1608 e del 1609, pubblicati da L. Maggiulli.
Del castello oggi rimane solo la facciata del cortile maggiore decorata da un portale di epoca seicentesca, la scala maggiore, un magazzino, le carceri e la casamatta. Le strutture sono state inglobate dal palazzo baronale, e oggi costituiscono alcuni ambienti del Liceo Capece. Tuttavia, ci giungono notizie che rivelano la presenza di altre strutture sopravvissute all'ammodernamento del 1711, come parte del mastio e del cortiletto posto a nord, demolite nella prima metà dell'Ottocento poiché pericolanti.
Se il castello fosse rimasto intatto fino ai giorni nostri, probabilmente il centro della città apparirebbe completamente diverso. Da una parte il mastio sarebbe situato all'ingresso di Via Capece impedendone l'accesso, sfiorando l'angolo nord-est di Palazzo Garzia; Nell'altro lato, invece, la torre cilindrica di Sant'Eligio avrebbe reso impossibile la costruzione del palazzo municipale e l'apertura di Via Ginnasio.
Anche se descritto da alcuni storici dell'epoca come modesto fortilizio, in realtà il castello di Maglie non era dissimile, in dimensioni e imponenza, ai castelli dei vicini comuni di Otranto o Corigliano. La fortezza magliese infatti possedeva un fronte che, comprendendo le torri angolari, misurava oltre 70 metri.

#### Palazzo Baronale

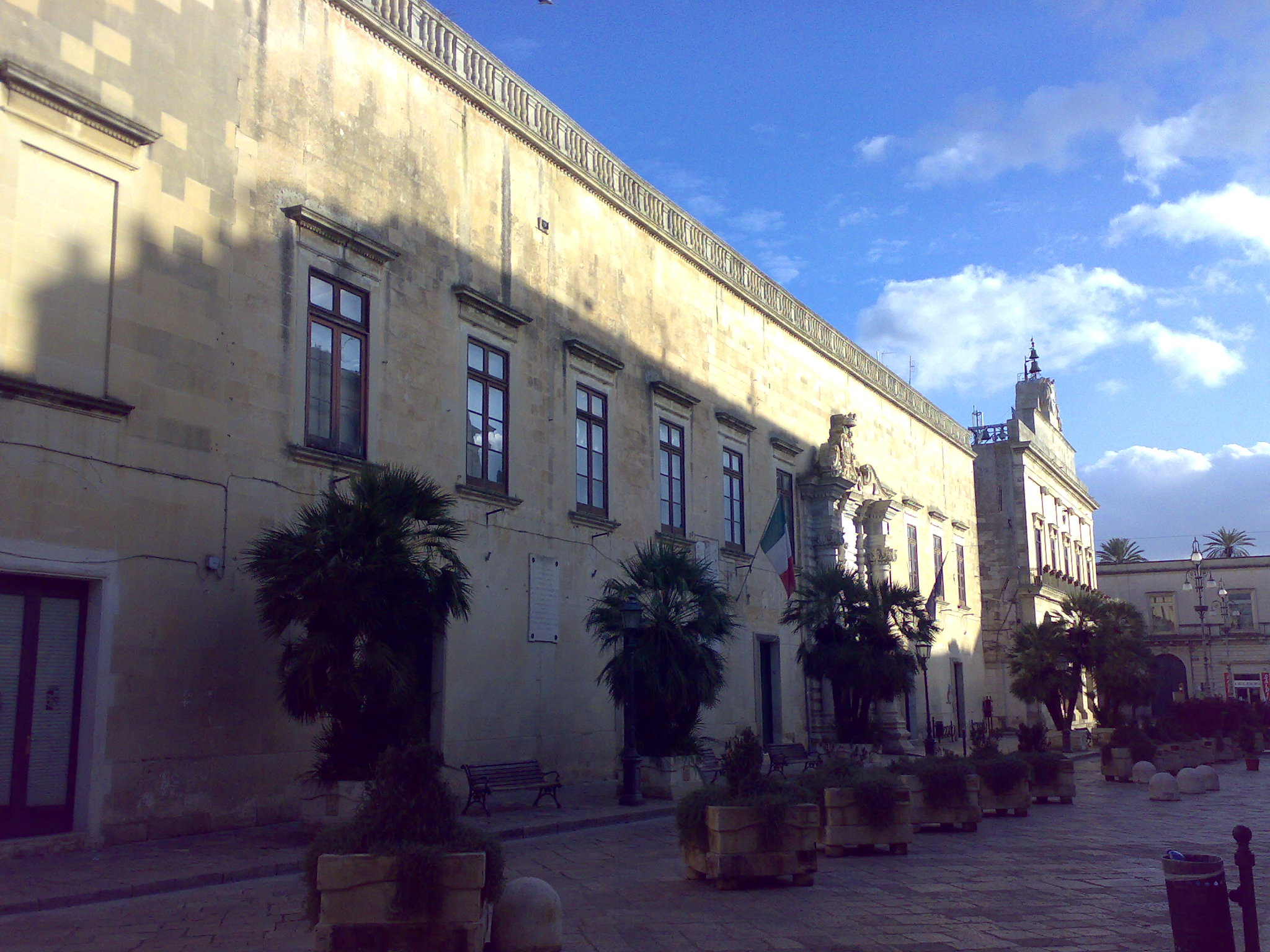
Palazzo Capece, sede dell'omonimo liceo.

È probabile che, nato dapprima in età angioina come castello, sia stato poi, verso la metà del XV secolo, rimaneggiato e rinforzato dai Lubello (baroni di Maglie sotto il regno di Alfonso I d'Aragona). Il castello era circondato da un fossato. Certamente subì seri danni nei primi tempi dell'assedio di Otranto (1-2 agosto 1480) quando squadre di cavalieri turchi correvano selvaggiamente verso i paesi costieri e dell'interno causando ogni sorta di razzia.
Nel XVIII secolo il feudo di Maglie fu acquisito dal duca Ascanio Filomarino il quale decise di demolire il castello, in quanto fatiscente e in rovina, per trasformarlo in un signorile palazzo dalle linee architettoniche misurate ed eleganti.
Del vecchio castello non restarono che le fondamenta, le scuderie, i magazzini di deposito, la casamatta (adibita, probabilmente, a deposito di munizioni) e il tardo-cinquecentesco portale interno dell'atrio a grosse bugne sfaccettate, che un po' più in alto della chiave di volta dell'arco incastona, in araldico scudo, il leone lapideo dei Capece, ultimi feudatari, e precedentemente incastonò le imprese delle altre famiglie feudatarie.
Il portale, sormontato da araldico scudo (il leone rampante dei Capece, che volge il dorso all'incoronata bicipite aquila dei Castriota-Scanderbeg), da due maestose colonne e da un'elegante balaustra, fu voluto da don Giuseppe Pasquale Capece Castriota, signore di Maglie nel 1749, e fu realizzato dal noto architetto salentino Emanuele Manieri.
Recenti lavori di ristrutturazione hanno portato alla luce i graffiti seicenteschi dell'ambiente destinato a carcere criminale. Su tre pareti sono incisi nomi e cognomi dei reclusi magliesi e dei casali vicini del periodo compreso dal 1601 al 1669. Del 21 luglio 1629 è l'iscrizione che ricorda due scomunicati che invano si erano rifugiati nel convento dei Francescani.
La struttura ospita attualmente il Liceo Classico, intitolato a Francesca Capece, che donò l'edificio al Comune nei primi anni del XIX secolo.

#### Palazzo Garzya

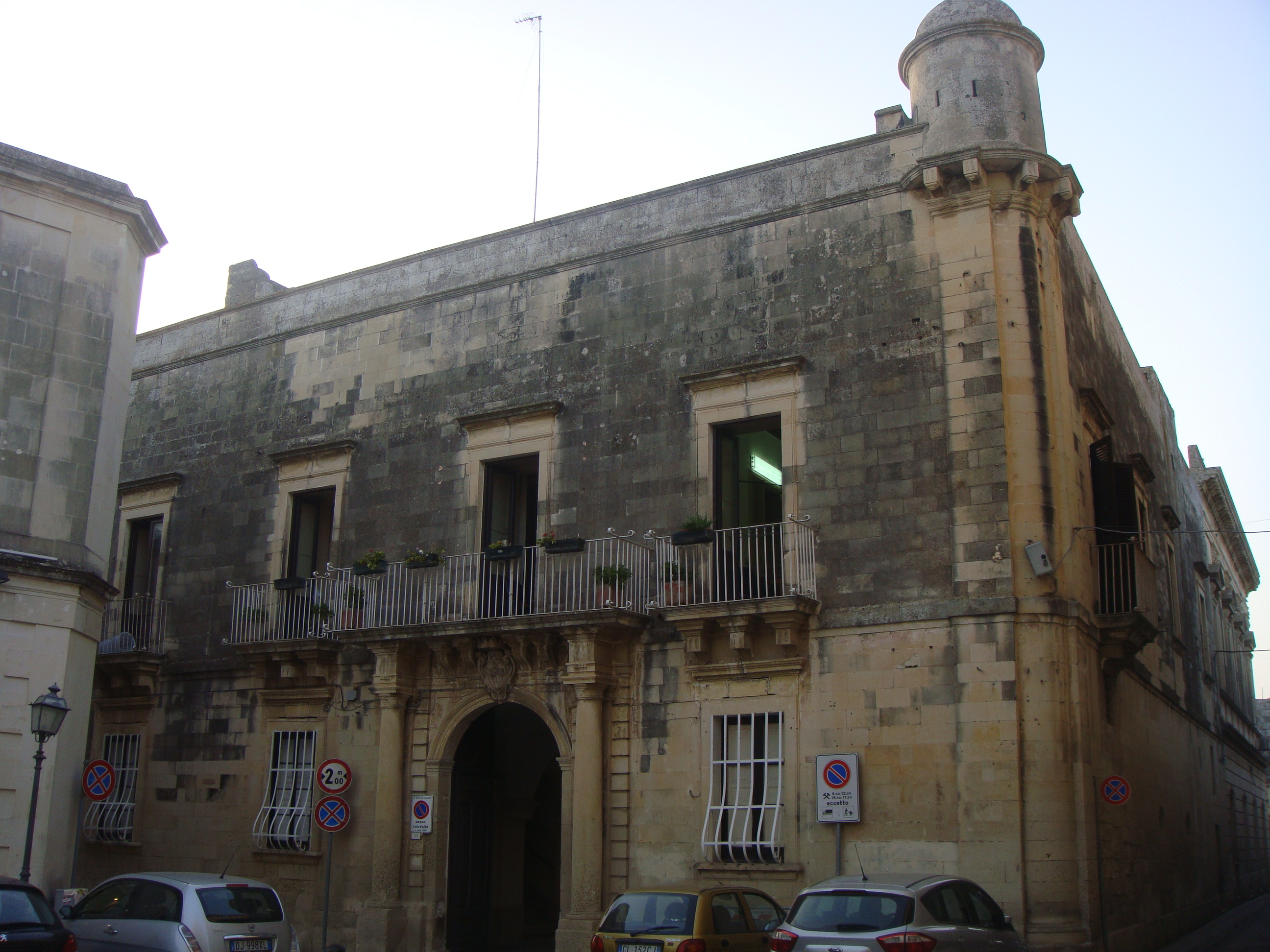
Palazzo Garzya.

Palazzo Garzya, realizzato nella prima metà dell'Ottocento è situato di fronte al palazzo baronale.
Sull'angolo sud-est della facciata insiste ancora una garitta circolare la cui esistenza è legata alla tradizione "degli spioni", personaggi che spiavano, senza essere visti, tutti i movimenti che avvenivano nella centralissima piazza di Maglie.

#### Palazzo del Municipio

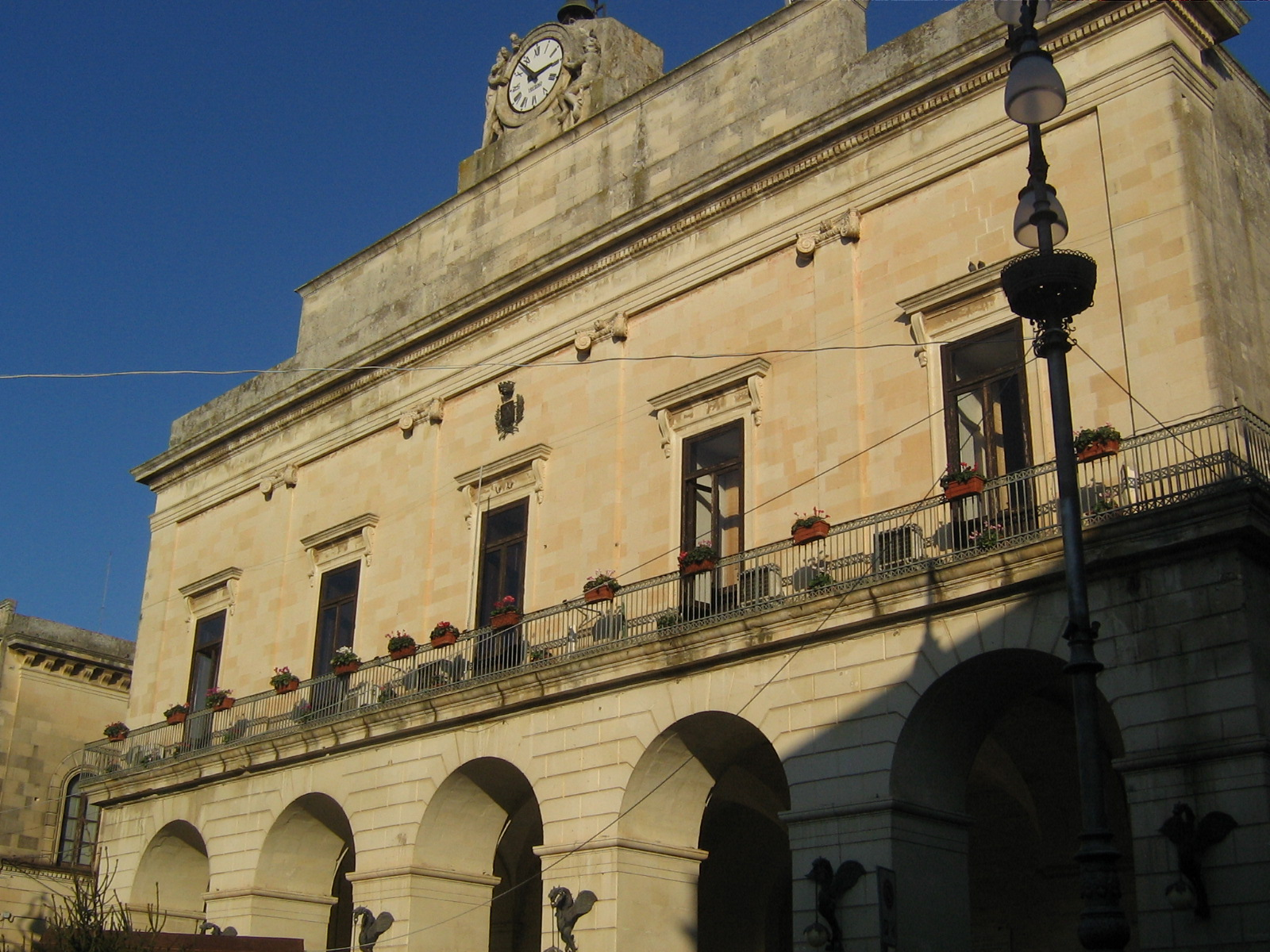
Palazzo del Municipio.

Il Palazzo del Municipio sorge nella centrale Piazza Aldo Moro, di fronte al monumento a Francesca Capece.
La sua costruzione risale agli anni quaranta dell'Ottocento. Il progetto originario comprendeva un pianterreno con un porticato a cinque arcate per il mercato settimanale, due stanze a sinistra per gli Uffici del Conciliatore, una camera a destra per il Capo di guardia dell'urbano, due camere per prigioni ed un altro locale sul primo ballatoio della scala, pure destinato a prigione. Al primo piano erano previsti sei locali per il Regio giudicato e cinque vani per l'Amministrazione comunale. Al centro dell'edificio nella parte superiore fu ricavata la macchina dell'orologio pubblico.
Maglie ebbe la sua sede comunale nel 1843. Precedentemente i decurioni (consiglieri) e il sindaco si adunavano nelle proprie rispettive abitazioni.

#### Palazzo Tamborino

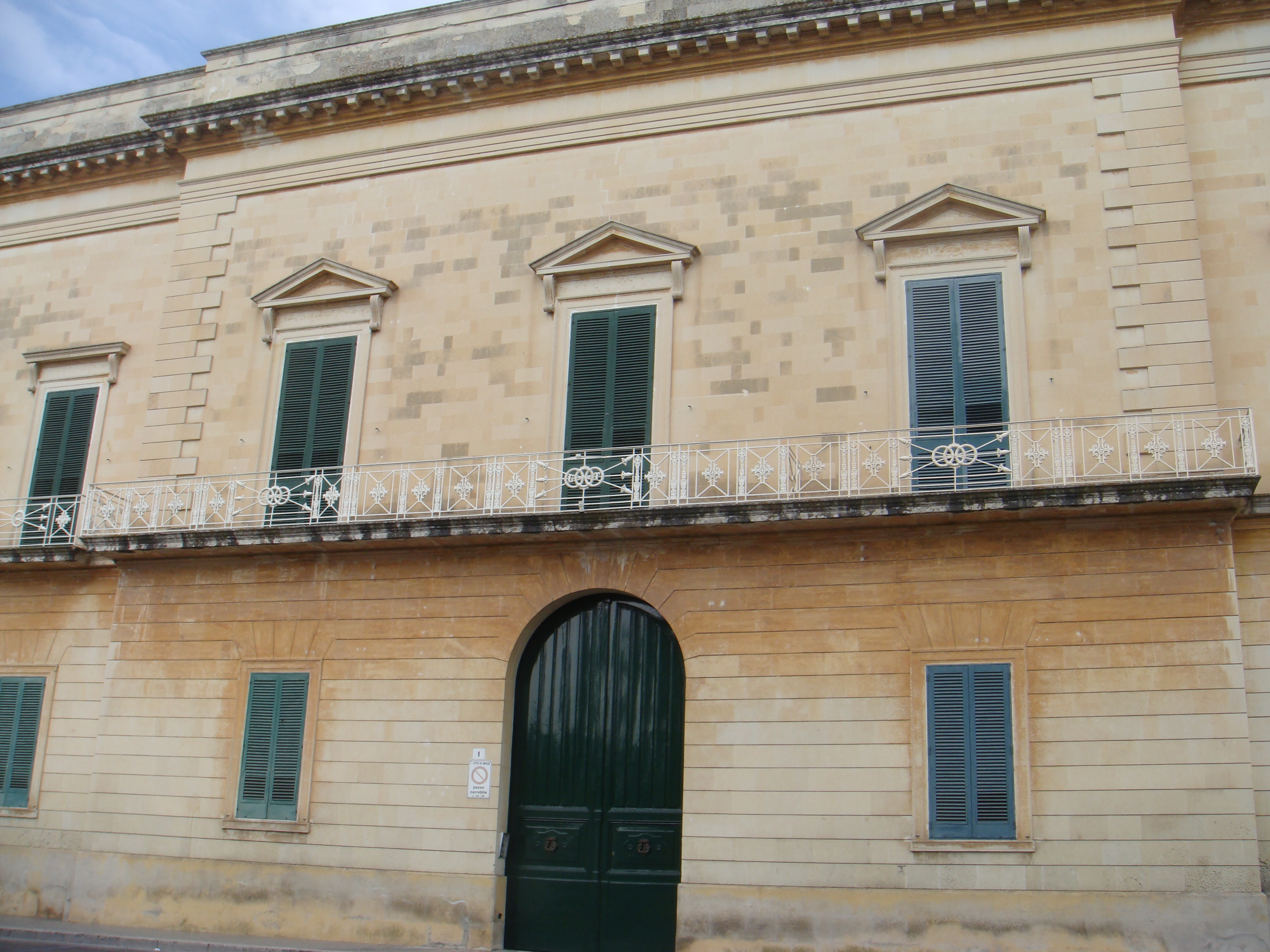
Palazzo Tamborino.

Palazzo Tamborino è ancora oggi residenza della famiglia Tamborino di Maglie, al centro della vita economica ed amministrativa del comune negli ultimi secoli. Costruito negli anni '40 dell'Ottocento per volere di Giuseppe Tamborino, ricco commerciante di olio e padre di Achille Tamborino Senatore del Regno d'Italia. Passò in eredità al nipote Vincenzo Tamborino, altro Senatore del Regno. Da ricordare il pranzo offerto presso tale palazzo all'ultimo Re d'Italia Umberto II durante la sua visita in Salento il giorno 3 dicembre 1922.

#### Villa Tamborino

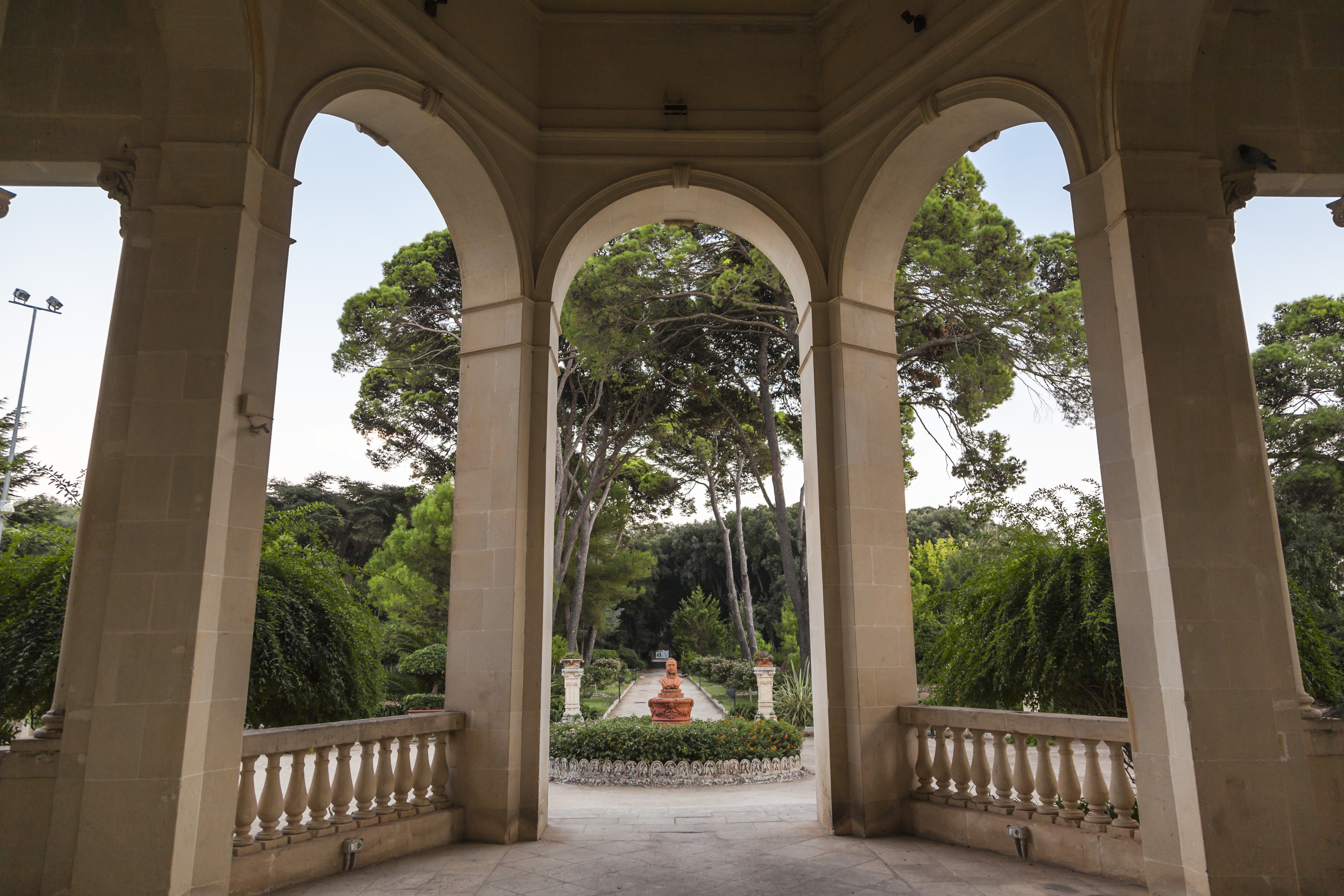
Giardini di Villa Tamborino.

Villa Tamborino fu progettata da Tommaso Pispico per il senatore Achille Tamborino. Venne ultimata nel 1874 come giardino privato dell'antistante Palazzo Tamborino. Fisicamente separato dalla residenza da una piazza pubblica, il parco si apre con un padiglione d'ingresso di gusto neoclassico scolpito con ghirlande e cornucopie.
Il lungo viale si conclude con un belvedere ottagonale, di gusto orientaleggiante, che ricorda i panneggi di una tenda turca. Al di sotto del belvedere è possibile osservare la più grande grotta artificiale del parco, con pareti affrescate da scene marine datate 1881.
Le grotte presenti sono state rivestite con pietre naturali, conchiglie, stalattiti e stalagmiti provenienti da alcune grotte della costa salentina e cocci di ceramica. Il parco si ispira ai caratteristici giardini all'inglese caratterizzati dalla presenza di numerose specie vegetali.

#### Palazzo Arabesco

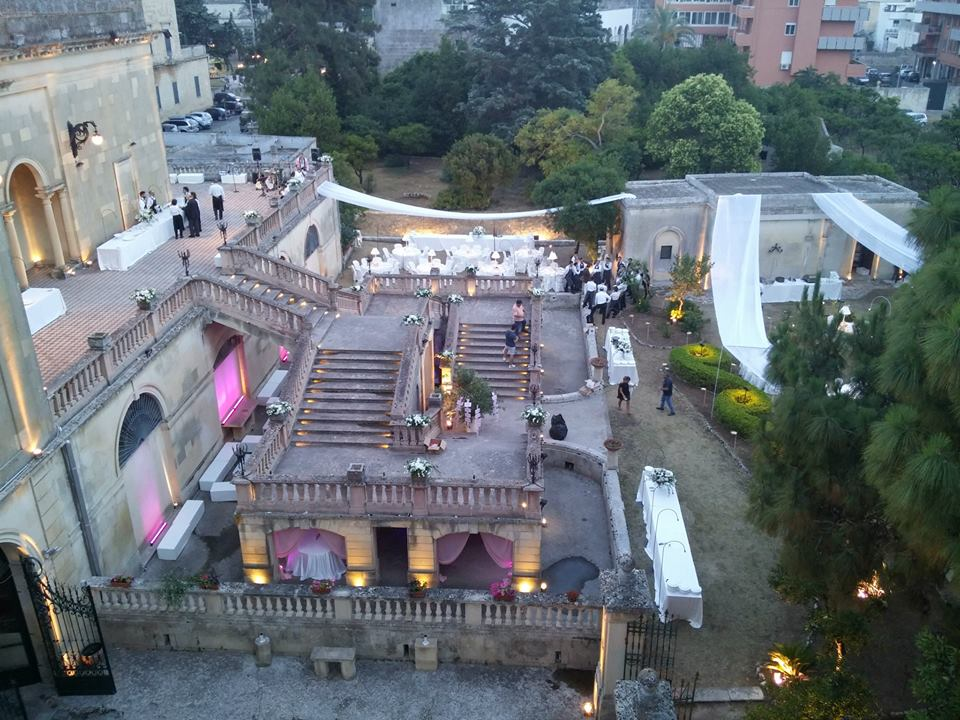
Palazzo Arabesco.

Noto anche come Palazzo Aprile, dal nome della famiglia cui oggi appartiene, fu il palazzo avito della famiglia Tamborino. Giuseppe figlio di Vincenzo nel 1929 incaricò il noto maestro Antonio Montefusco di restaurare il proprio palazzo in Maglie. Montefusco diresse all'interno ben 200 maestranze, disegnò e fece eseguire archi e scaloni in marmo, splendidi saloni in stile mediorientale, principesche sale da bagno e il salotto arabo da cui prende il nome. All'esterno un'enorme scalinata in pietra leccese ed un ampio giardino. Ospitò nelle sue sale il Presidente del Consiglio Francesco Crispi, il Ministro Benedetto Cairoli ed il Maresciallo Pietro Badoglio.

### Altro

#### Monumento a Francesca Capece

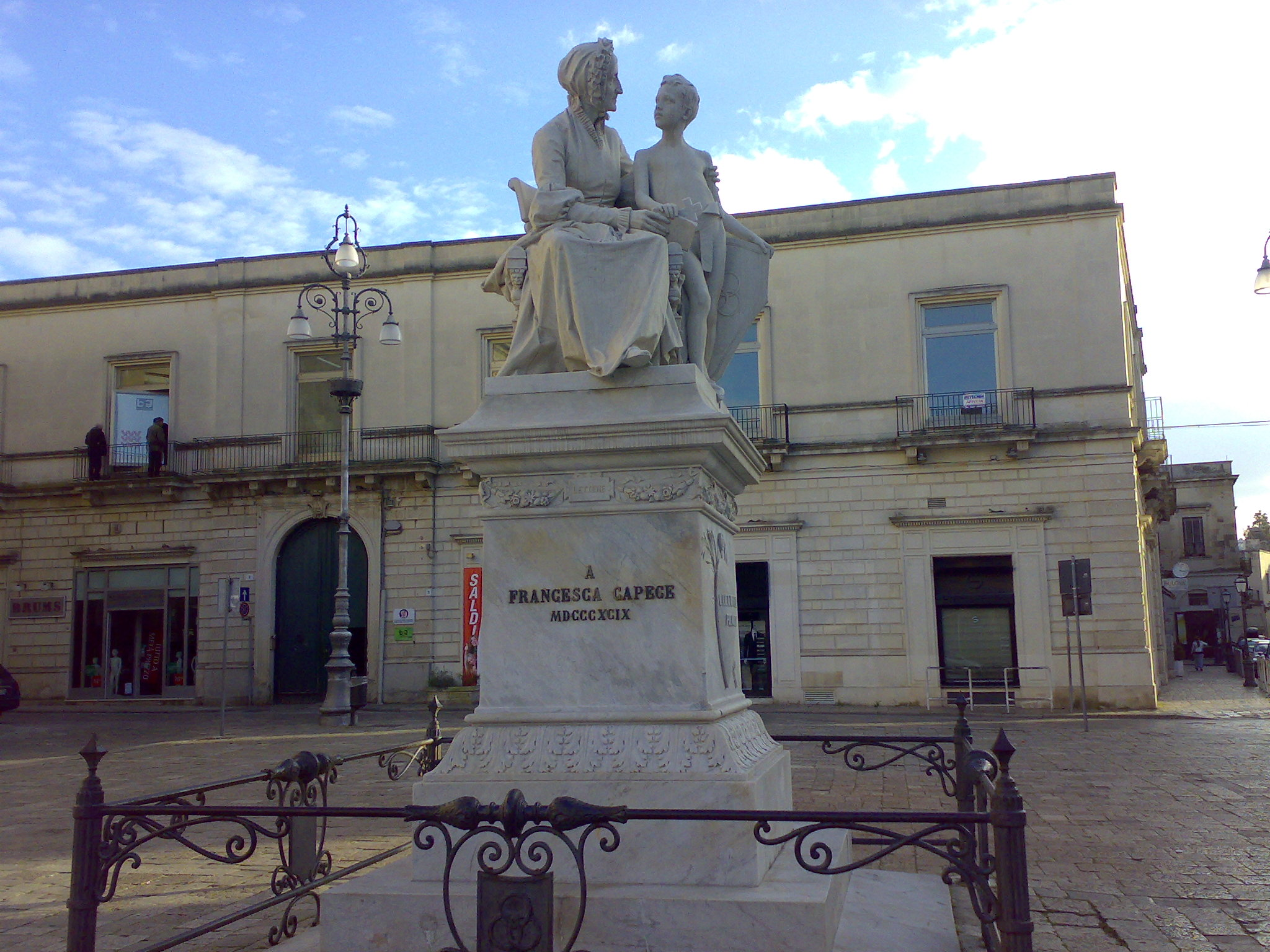
Monumento a Francesca Capece.

Nella piazza antistante il municipio sorge il monumento a Francesca Capece, realizzato da Antonio Bortone di Ruffano, assai noto scultore dell'epoca. La statua è in marmo bianco di Carrara ed è dedicata a Francesca Capece (Maglie, 1769 – 1848), ultima feudataria di Maglie, che alla morte del marito Antonio Lopez y Royo dei duchi di Taurisano lasciò tutti i suoi beni alla città di Maglie. A lei è intitolato anche il vicino liceo.
Il monumento fu inaugurato il 29 luglio 1900. Rappresenta la Capece seduta su una poltrona accanto a un ragazzino, che tiene nella mano destra una croce, simbolo della fede, e un libro, simbolo della conoscenza, e nella mano sinistra uno scudo.

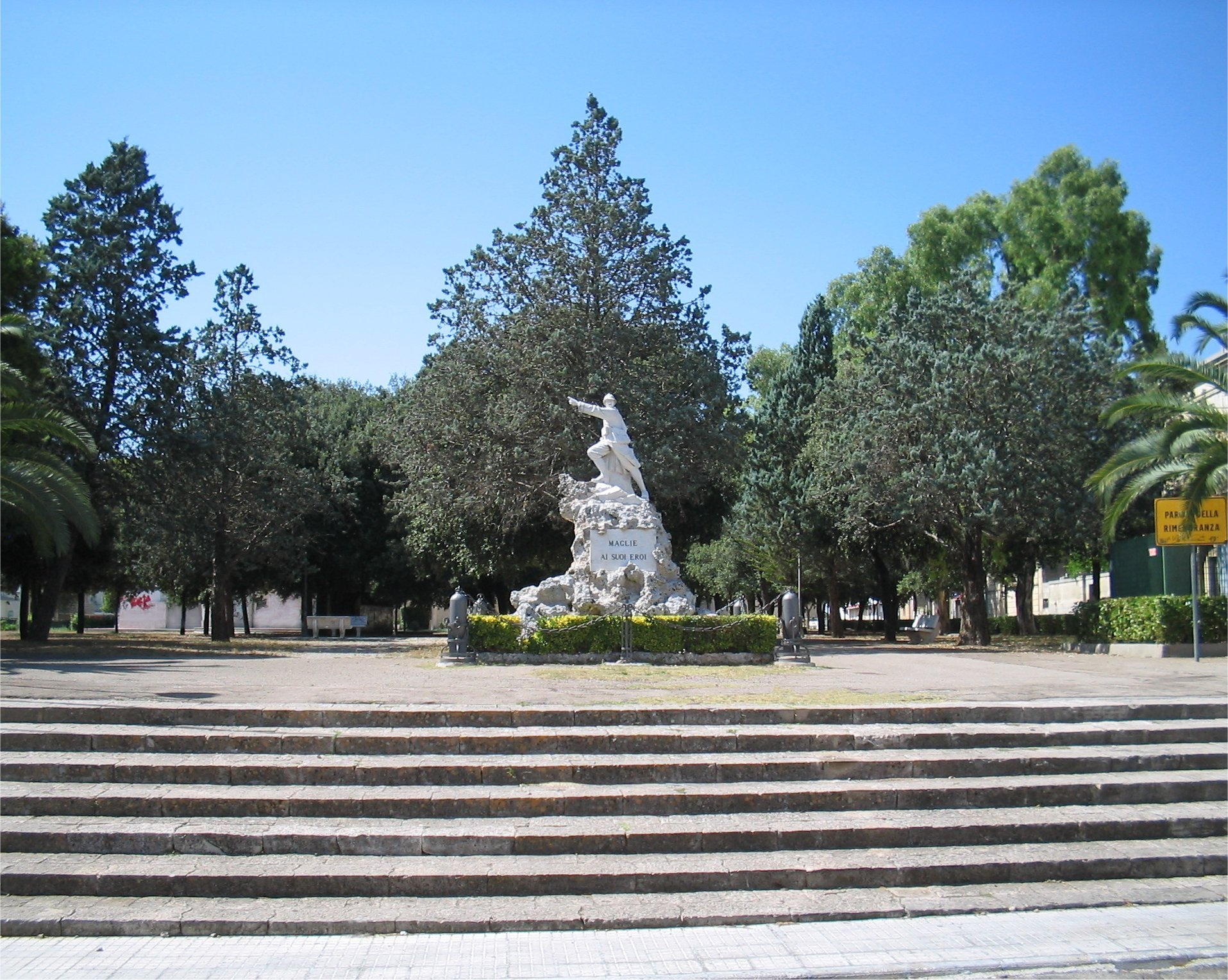
Parco della Rimembranza

#### Monumento ai Caduti
Il Monumento ai Caduti della Grande Guerra fu inaugurato nel 1925 dall'onorevole Carlo Delcroix, medaglia d'argento al valor militare e tra i fondatori dell'Associazione Mutilati ed Invalidi di Guerra.

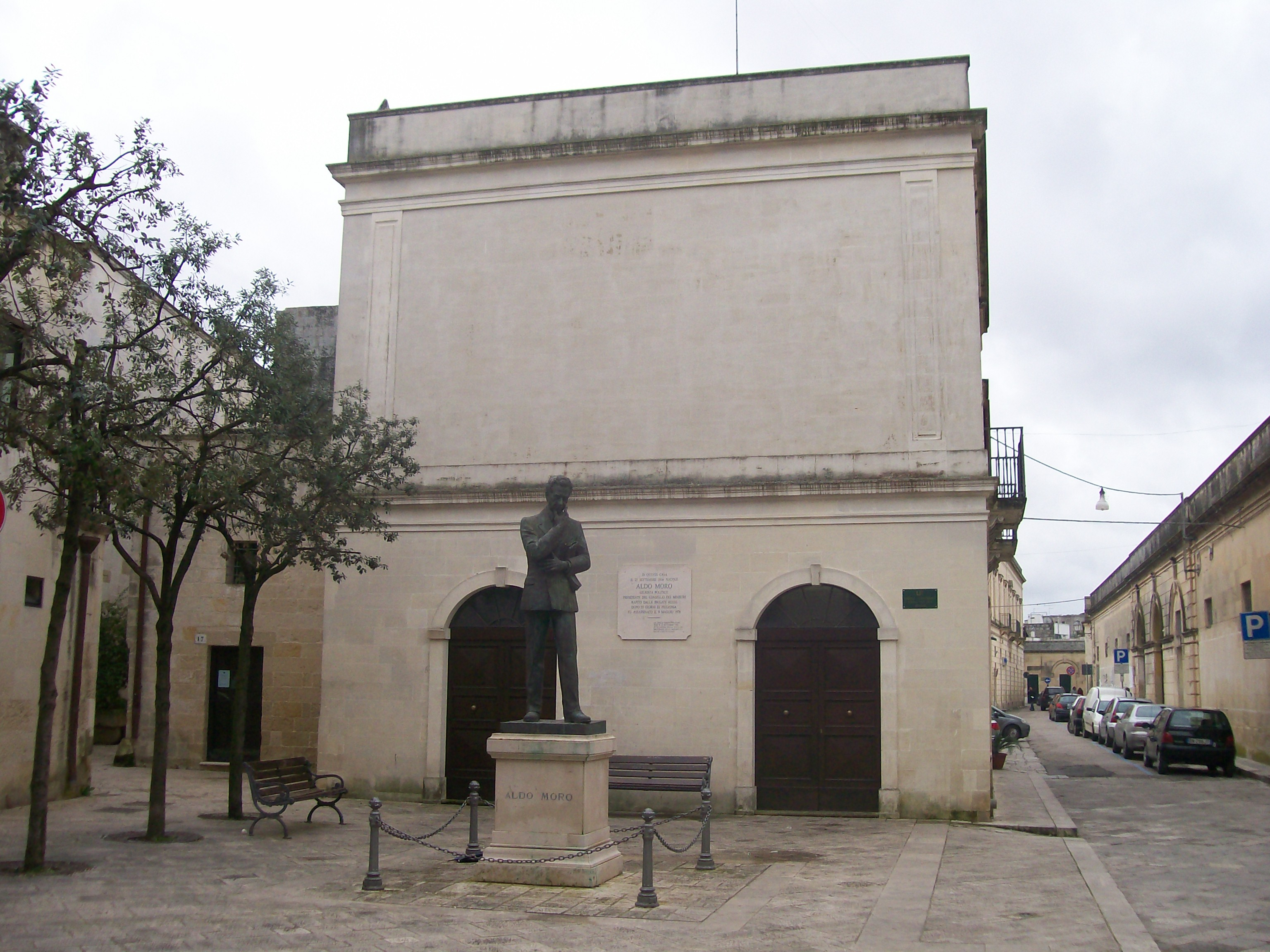
Casa natale di Aldo Moro.

### Statua di Aldo Moro
Nel 1998 fu inaugurata una statua dedicata ad Aldo Moro (il più illustre cittadino magliese) nella piazzetta limitrofa alla sua casa natale, alla presenza dell'allora Presidente della Repubblica Oscar Luigi Scalfaro.
Lo statista è ritratto con aspetto pensieroso e con in mano una copia del quotidiano l'Unità, a ricordare come egli sempre credette nella necessità del dialogo tra il suo partito (Democrazia Cristiana) e il Partito Comunista, tradizionalmente contrapposti.

### Siti archeologici
Diversi tra i monumenti megalitici della provincia di Lecce sono presenti nel territorio di Maglie.

#### Dolmen
Dolmen Chianca
Scoperto nel 1972, il dolmen è dotato di un dromos di muretti a secco che formano un semicerchio, con ingresso a W. Il dolmen propriamente detto è composto da una lastra di copertura (220 × 360 cm) fratturata e crollata totalmente all'interno della struttura di sostegno costituita da tre piedritti di cui uno monolitico. La sua altezza è di 110 cm e la cella si apre a sud nel dromos. La lunghezza complessiva del dolmen e del dromos è di circa 7 m sull'asse nord-sud. La lastra è spaccata ed i piedritti hanno subito una conseguente rotazione.
Dolmen Canali

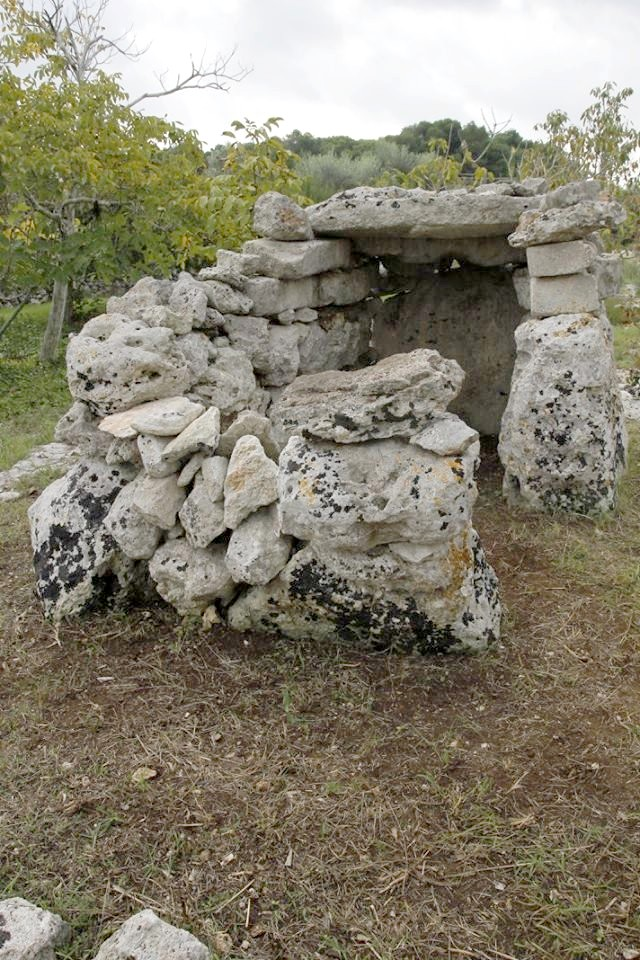
Dolmen Canali.

Il dolmen presenta un dromos ad angolo retto di pietre sovrapposte con apertura a ovest. La cella (100 × 80 cm) ha ingresso a nord e si eleva di circa 100 cm dal suolo. Quello che resta del lastrone di copertura (130 × 40 cm) spesso 30 cm, è sorretto da tre ortostati di cui uno monolitico. Il megalite risulta molto rimaneggiato e il resto della copertura è franato all'interno.
Dolmen Grotta e Dolmen Pino
Si tratta di due dolmen distanti 50 m l'uno dall'altro. Il dolmen Grotta presenta un lastrone di copertura quadrangolare irregolare (160 × 140 cm) con spessore medio di 30 cm, sorretto da tre piedritti e si eleva dal suolo di 45 cm. Il dolmen Pino si eleva di 30 cm dal banco di roccia e presenta un lastrone di copertura (140 × 130 cm) con spessore di 25 cm che poggia su due piedritti.
Dolmen Masseria Nuova

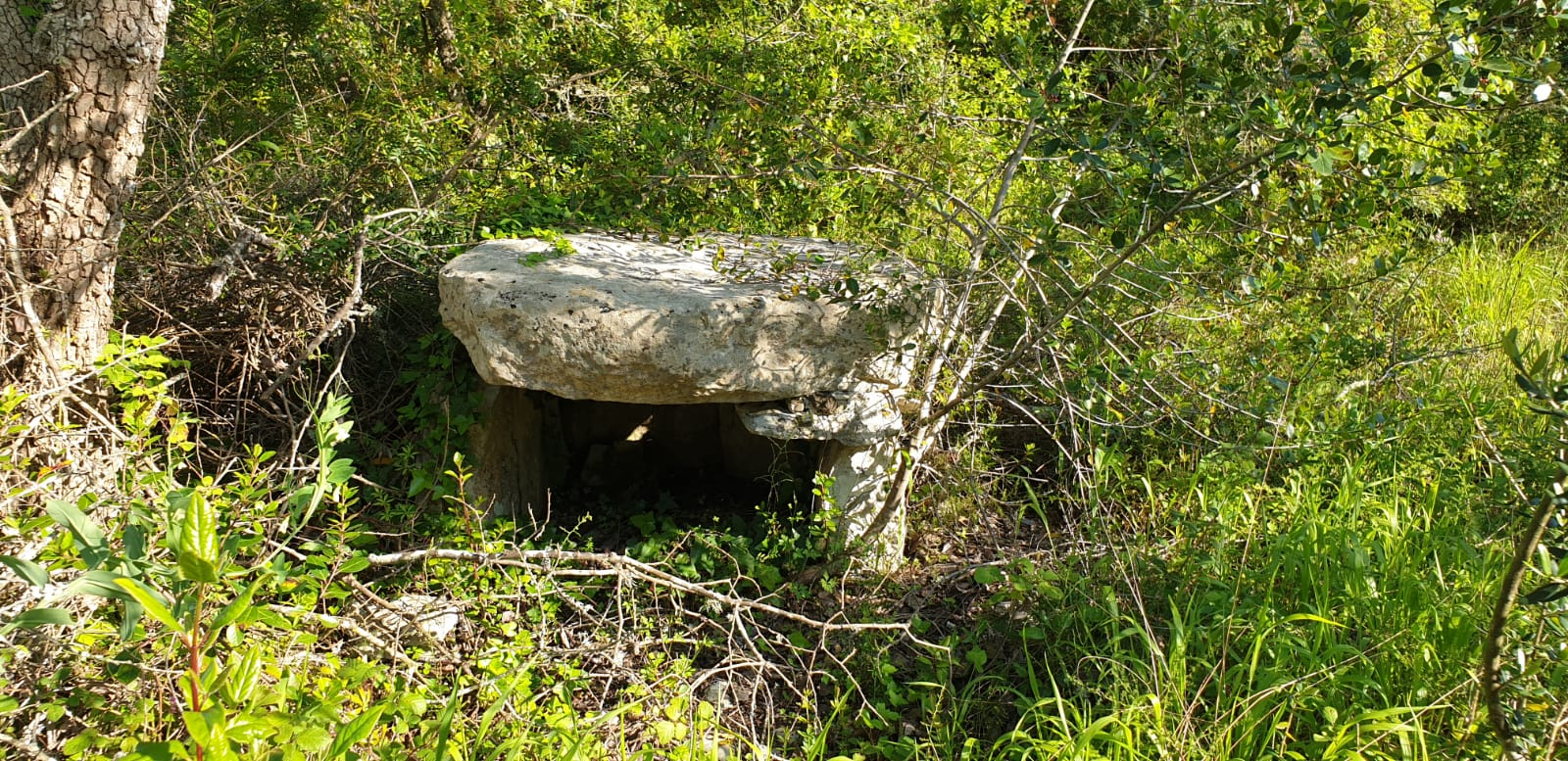
Dolmen Masseria Nuova.

Il piccolo dolmen è stato notevolmente rimaneggiato. Si eleva a 50 cm dal piano di campagna e presenta tre ortostati e un lastrone di copertura irregolare (110 × 130 cm) spesso mediamente 20 cm. Si trova su un banco roccioso e ha l'ingresso orientato a nord-ovest.
Dolmen Muntarrune
Il dolmen è semi crollato. Si eleva di 40 cm dal suolo ed è composto da cinque ortostati monolitici e da un lastrone di copertura (120 × 190 cm) fratturato lungo l'asse nord-sud. È collocato su un banco di roccia affiorante in un'area ricca di materiale ceramico.
Dolmen Specchia
Il dolmen presenta un'altezza di circa 1 m ed un'apertura orientata a E. La struttura di sostegno è crollata in parte e consiste di due appoggi monolitici e di tre piedritti a pietre sovrapposte. Il lastrone di copertura di forma vagamente circolare, varia in spessore da 15 cm sul lato S a 50 cm sul lato N e presenta delle fratture sul lato NW. Al centro della lastra di copertura è visibile una cuppella emisferica, tipica di alcuni dolmen salentini. È situato in contrada San Sidero a circa 2 km dal centro abitato.

#### Menhir
Menhir Spruno

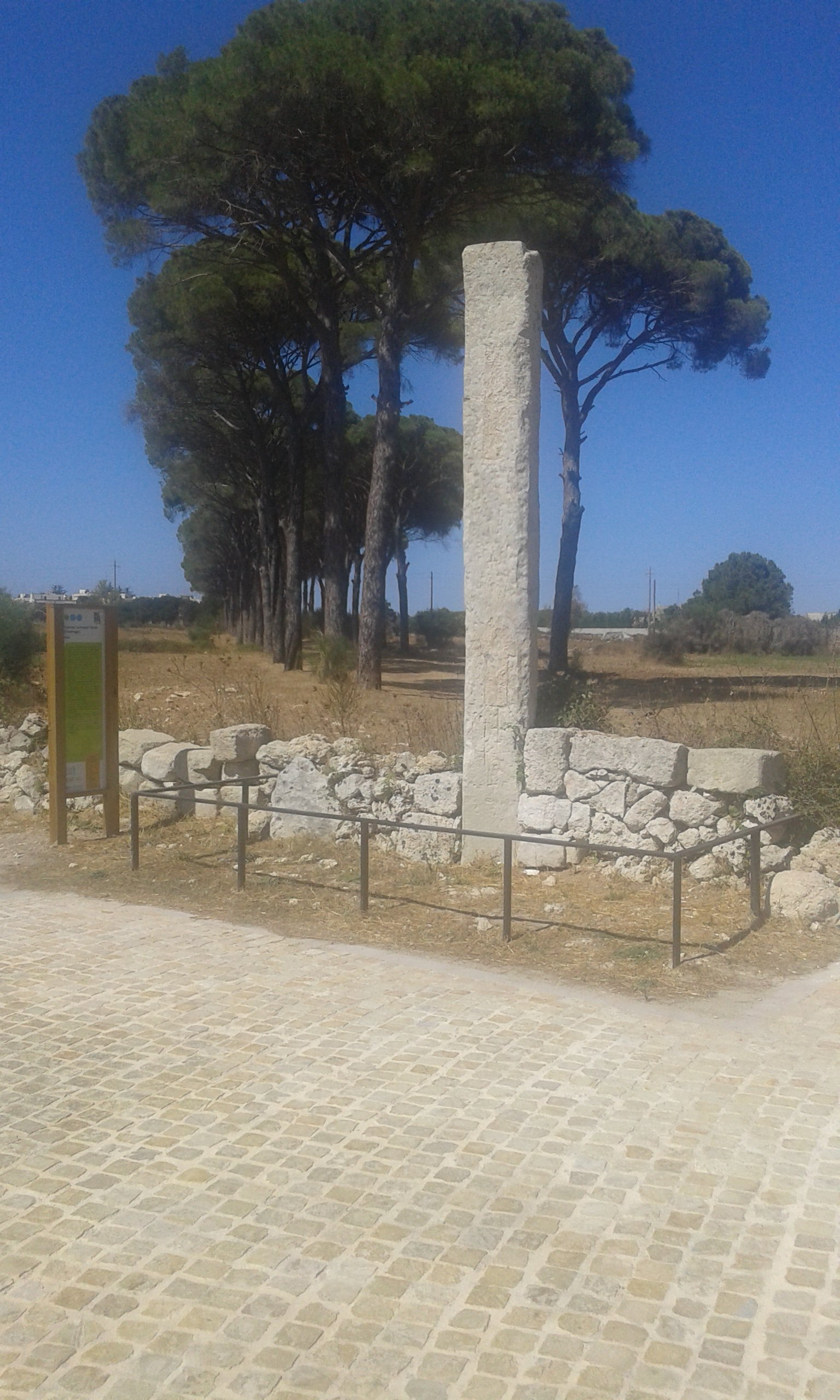
Menhir delle Franite.

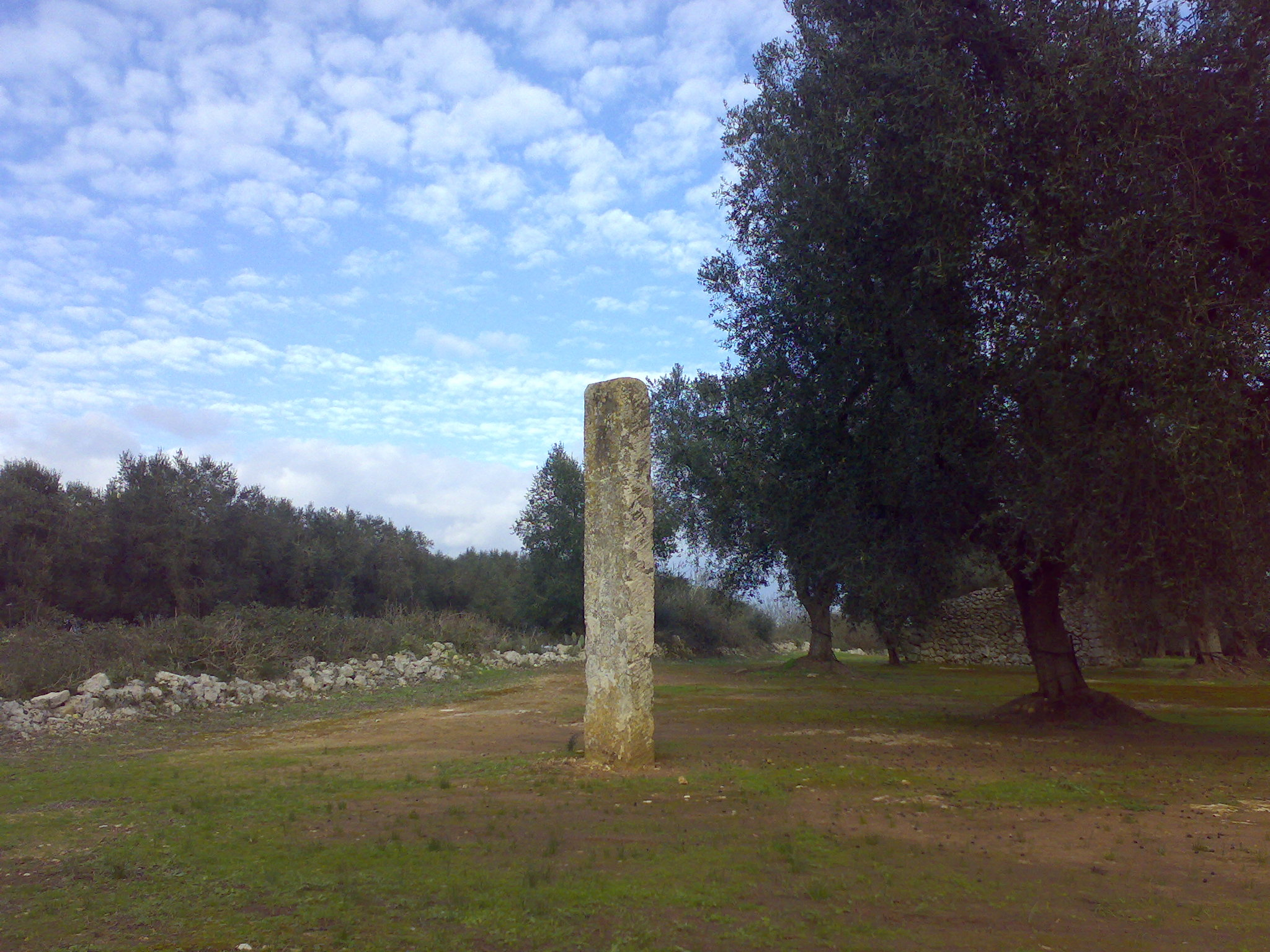
Menhir Spruno.

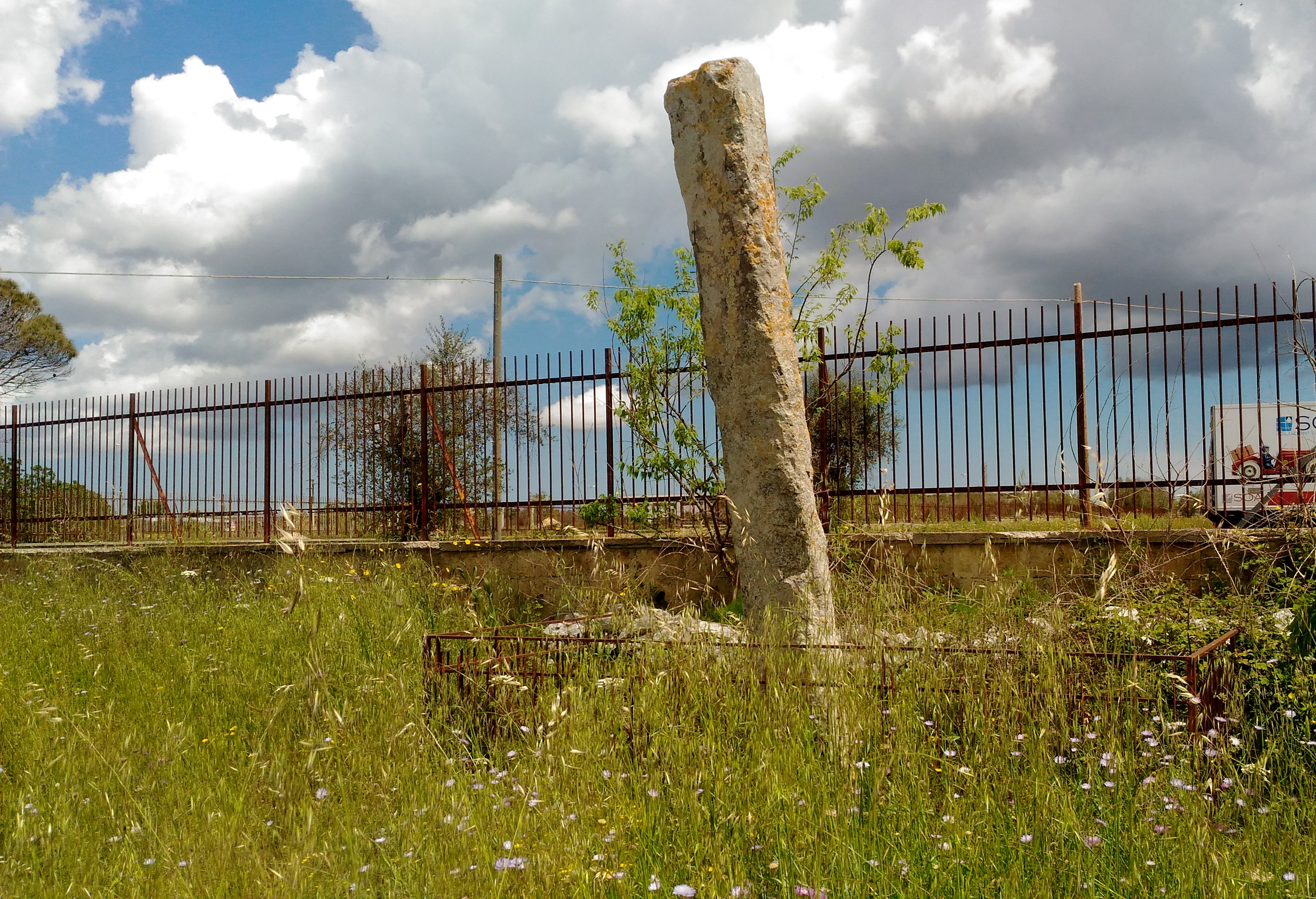
Menhir Calamauri.

Il menhir (56 × 25 cm) è ben squadrato ed in buono stato di conservazione: si notano alcuni rifacimenti sulle facce e insediamenti di licheni. Scoperto nel gennaio del 1881 da Cosimo De Giorgi, il megalite presenta un'altezza di 310 cm e una grande croce graffita sul lato est, segno della cristianizzazione del monumento.
Menhir delle Franite
Il menhir, conosciuto anche con il nome di Crocemuzza, venne scoperto da Cosimo De Giorgi a fine Ottocento. Rotto in quattro tronconi nel 1958, fu successivamente restaurato e ricollocato in sede dove oggi si eleva per 430 cm in altezza. Il megalite (45 × 35 cm) poggia su un basamento in pietra ed è protetto da una cancellata in ferro. Ben visibile è la croce graffita in alto sul lato a nord.
Menhir Calamauri
Il menhir si presenta ancora nelle stesse fattezze in cui lo aveva rilevato il De Giorgi, in pietra leccese con più croci graffite sulle facce e inclinato di 7° verso ovest. Il megalite (50 × 25 cm) è alto 370 cm ed è facilmente visibile lungo la strada statale 16 Adriatica Lecce-Maglie, recintato da un cancello in ferro.
L'antico Frantoio merita un discorso a parte. Venne scoperto nel 2014, dopo scavi archeologici. Questo antico frantoio dell'Ottocento veniva usato dalla gente del posto per pestare le olive e ricavare, dunque, l'olio. Gli scavi Hanno scoperto un'antica macina di pietra a forma ovale collegata con un pistone in legno, e diverse botole dove venivano riposte le olive e le botti d'olio. il frantoio è stato messo in sicurezza e bonificato. Rimane accessibile per le visite.

#### Fondo Cattìe
Fondo Cattìe è un sito archeologico dove in un deposito di resti litici e animali, è stato ritrovato un molare appartenente ad un neandertaliano.

## Società

### Evoluzione demografica
Abitanti censiti

### Etnie e minoranze straniere
Al 31 dicembre 2020 a Maglie risultano residenti 377 cittadini stranieri. Le nazionalità principali sono:

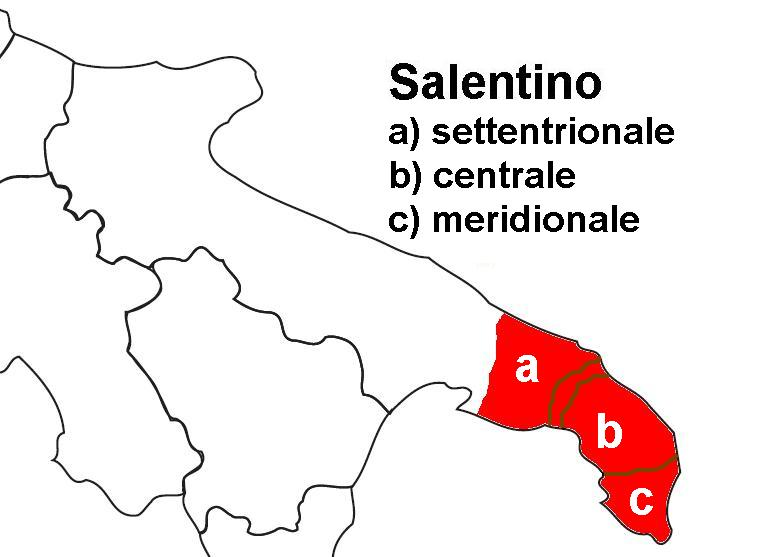
Diffusione del dialetto salentino

- Romania - 101
- Albania - 53
- Cina - 28

### Dialetto
Il dialetto parlato a Maglie è il dialetto salentino nella sua variante meridionale. Il dialetto salentino si presenta carico di influenze riconducibili alle dominazioni e ai popoli stabilitisi in questi territori che si sono susseguite nei secoli: messapi, greci, romani, bizantini, longobardi, normanni, albanesi, francesi, spagnoli.

### Tradizioni e folclore

#### Feste religiose
- Fiera dei campanelli o dell'Addolorata
- Festa di Sant'Oronzo
- Festa dei Santi Cosma e Damiano
- Festa patronale di San Nicola. La città è devota al santo da un'epoca molto antica, e molte chiese, soprattutto le più antiche, lo ricordano.
- Festa dell'Immacolata. Dopo la messa solenne in duomo inizia la processione verso la colonna della Madonna delle Grazie portando una corona di fiori che poi i vigili del fuoco depongono poi in cima alla colonna.
- Fiera e festa patronale di San Giovanni Battista a Morigino.
- Solennità del Corpus Domini
- Processione dei Misteri del Venerdì Santo. La processione dura oltre tre ore, ha inizio nelle prime ore del pomeriggio e termina in serata. Durante il giorno tutti i membri della processione si ritrovano al Santuario Mariano per accompagnare insieme alla confraternita la statua dell'Addolorata sino in chiesa madre. Da quest'ultima poi vengono fatte uscire le diverse statue dei misteri raffiguranti alcuni momenti della passione. Intanto un'altra squadra si reca nella chiesa della Madonna delle Grazie per prendere in consegna la statua del Cristo morto.
- Candelora, che si celebra il 2 febbraio. In tale occasione vengono benedette le candele che saranno conservate dietro la spalliera del letto. Vanno accese in caso di malattia o di bisogno.
- Madonna Addolorata. Oltre alla solennità liturgica del 15 settembre, in città è molto sentita la festa del venerdì precedente la Domenica delle palme; oltre alle celebrazioni religiose, ha luogo una caratteristica fiera lungo il viale che porta al santuario dell'Addolorata.

#### Altre festività
- La Caremma. Pupazzo tradizionale, moglie del Carnevale, rappresentante una vecchina vestita di nero che fila la lana con il fuso e la conocchia. In mano ha un'arancia su cui si infilano sette penne quante sono le settimane della Quaresima. Il fantoccio viene appeso sui balconi dei palazzi il giorno delle Ceneri e viene bruciata al termine del periodo quaresimale.

#### Confraternite
- Arciconfraternita Maria Santissima delle Grazie. Una delle più antiche. L'abito è composto da un sacco bianco e una mozzetta celeste con medaglione e cingolo. Le consorelle indossano un medaglione tenuto al collo con un nastro celeste.
- Confraternita Maria Santissima Addolorata. Composta come tutte le confraternite da confratelli e consorelle. L'abito è quello caratteristico di questo tipo di confraternita. Si compone di una cappa nera e mozzetta nera bordata di rosso; ne fanno parte anche il medaglione e la fascia rossa. Le consorelle sono vestite in nero e indossano una medaglia rappresentativa.
- Confraternita del Santissimo Sacramento

## Cultura

### Istruzione

#### Biblioteche
- Biblioteca comunale "Francesco Piccinno" (fondata nel 1666 fu la prima biblioteca pubblica pugliese).[18]

#### Scuole
Hanno sede a Maglie diverse scuole superiori statali: il liceo classico "F. Capece", il liceo scientifico "Leonardo Da Vinci", il liceo delle scienze umane "Aldo Moro", gli istituti tecnici "A. Cezzi De Castro" (commerciale) ed "Enrico Mattei" (industriale) e gli istituti professionali "E. Lanoce" (per l'industria e l'artigianato e per i servizi commerciali) e "Columella" (per l'agricoltura e l'ambiente).

#### Musei

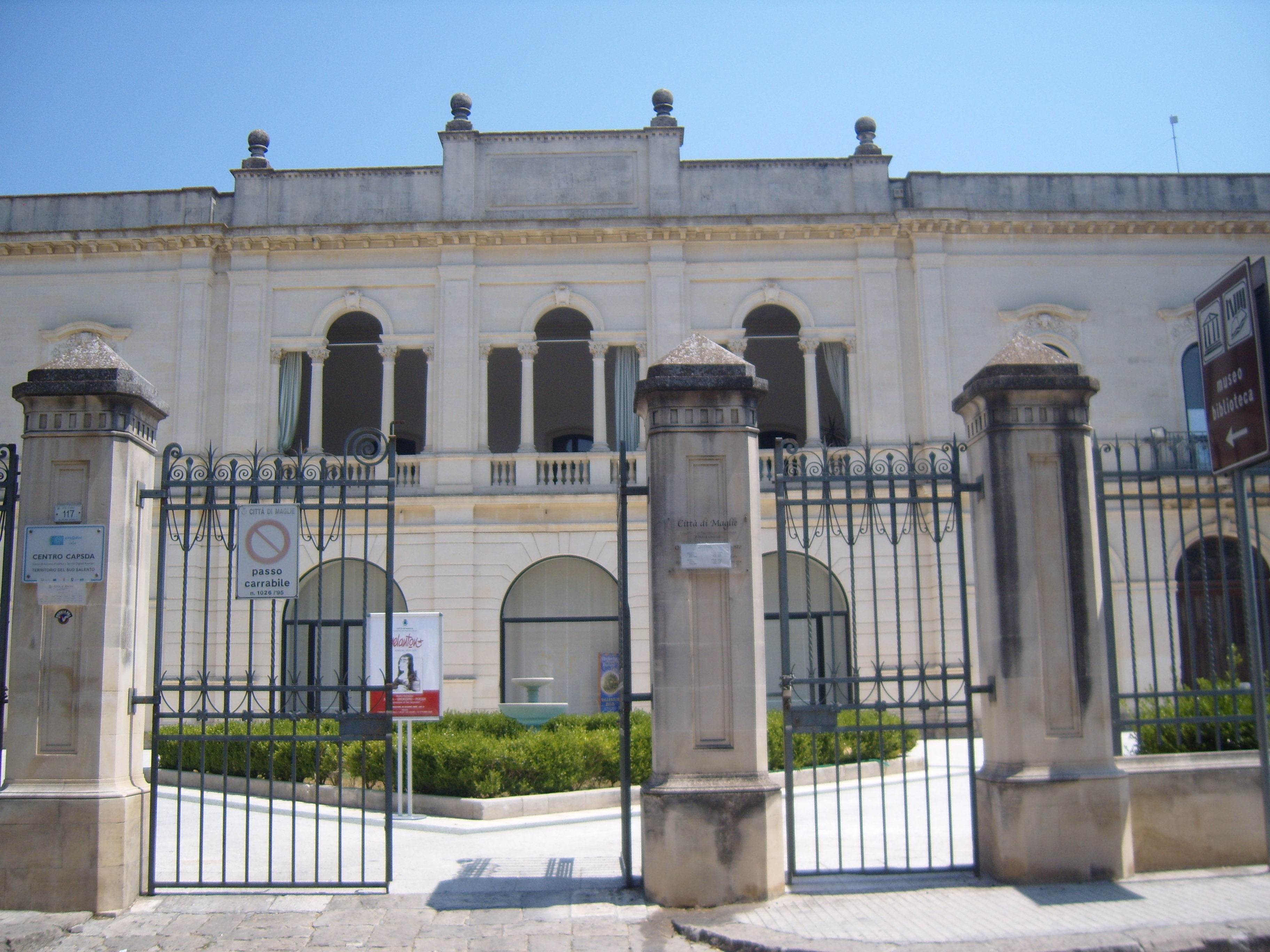
Museo Civico di Paleontologia e Paleoetnologia.

- Museo paleontologico e paletnologico "Decio De Lorentiis".[19]

##### L'Alca
L'Alca è il complesso che comprende la biblioteca comunale ed il Museo Civico di Paleontologia e Paletnologia "Decio de Lorentiis".
Questo museo fu creato nel 1960 nel Palazzo Ruberti di Maglie, ed è importante per la specificità delle sue collezioni dedicate alla geologia, alla paleontologia e alla preistoria, per un ampio territorio dell'Italia meridionale. Espone oltre 2500 reperti, dal Cretaceo alla fine dell'Età del Bronzo. Oltre a queste sezioni, dal 2009 vi è una nuova sezione espositiva dedicata all'etnografia e all'arte africana, risultato di una donazione da parte dello studioso Florio Santini.

##### Ex Conceria Lamarque
È in parte un Museo della lavorazione della concia e d'altra parte è un ArtLab (mostre, avvenimenti artistici e culturali), d'iniziativa privata.

### Cucina
La cucina salentina influenza notevolmente quella di Maglie che risente dell'avvicendarsi di dominazioni bizantina e spagnola. È una cucina povera per gli ingredienti usati e tradizionalmente con poca carne. Rilevante è l'utilizzo delle verdure, coltivate e selvatiche, e di altri prodotti della terra come le lumache. Per i dolci si utilizzano ingredienti quali le mandorle, il miele e la cannella.

### Cinema
La città di Maglie ha ospitato il set cinematografico dei seguenti film:
- Mogli a pezzi
- Cesare Mori - Il prefetto di ferro
- Diciannove e Settantadue[21]

### Eventi
- Ad agosto di ogni anno si svolge il "Mercatino del Gusto" (edizione n° 26 nel 2025), con "le vie dei sapori e dei saperi tra Corti, Piazze e Giardini" e che coinvolge tutta la città con le vie dell'olio, della gastronomia e dell'ortofrutta, la piazza del vino e poi i laboratori del gusto, le cene a villa Tamborino e il caffè letterario. L'evento gode della collaborazione di Slow Food, che porta in fiera I Presidii del Gusto di Puglia[22].[occorrono fonti terze e autorevoli a supporto]
- Dal 2005 ha luogo, ogni estate, nella Villa Tamborino, il festival teatrale "Chiari di Luna", quale interessante rassegna di prosa. Sul palco si avvicendano registi e attori di respiro nazionale, spesso con prime teatrali di classici rivisitati.[senza fonte]
- Dal 2008 si tiene Corto Magliese, festival di cortometraggi, che nel 2010 è diventato tematico e organizzato dalla locale sezione dell'Associazione Italiana Vittime della Strada. Il festival nazionale, che all'inizio si svolgeva nel centro storico, è stato spostato presso villa Tamborino: in gara spot per la sicurezza stradale. La premiazione si svolge in settembre.[senza fonte]

### Città gemellate
La città di Maglie è gemellata con il comune francese di Rumilly. Il gemellaggio tra i comuni è avvenuto a seguito dei diversi scambi scolastici tra il liceo Demotz e il liceo Francesca Capece, che hanno portato alla firma della carta di gemellaggio il 18 novembre 2018. In questa data, per formalizzare l'avvicinamento dei due comuni si è recata a Maglie una piccola delegazione, composta dal sindaco di Rumilly Pierre Béchet, Danièle Darbon, primo deputato, Viviane Bonnet, vicesindaco per gli Affari Sociali, Tiziana Rossi, consigliere comunale, e Jacques Chevallier, presidente del Comitato di Gemellaggio. Ernesto Toma, sindaco di Maglie, ha ricevuto la delega per la firma ufficiale.
Dopo una prima firma della carta in Italia, è stata la volta della delegazione di Maglie di venire a ratificarla a Rumilly. La cerimonia si è tenuta nella sala consolare del municipio lunedì 18 marzo 2019.

## Geografia antropica

### Urbanistica
L'abitato di Maglie si è sviluppato intorno al Castello, successivamente sostituito dal Palazzo Baronale Capece. Il centro storico ancora oggi mantiene la struttura urbanistica antica con palazzi e medievali case a corte in cui vivevano diverse famiglie.
Durante il boom economico degli anni settanta, la cittadina conobbe un notevole sviluppo urbanistico con la creazione di nuovi rioni. La denominazione data ad essi prende spunto da diversi fattori che vanno dall'antica definizione orografica alla presenza di chiese o edicole votive.

### Rioni
- Isola di Mezzo/Centro
- Palicella
- Policarita
- Rione Pini
- Madonnina
- Ciancole
- Addolorata
- Immacolata
- Sacro Cuore
- Franite
- Circolone
- Residence 80
- Santi Medici
- Orsa Maggiore
- Zona 167 (Achille Grandi)
- Progetto 90
- Camara

### Frazioni
- Morigino

## Economia
Nel quadro pugliese l'economia cittadina è dinamica e vivace. La sua posizione centrale ha favorito lo sviluppo del commercio. Importante è l'artigianato con botteghe dedite alla produzione di manufatti in ferro battuto e in legno. Presenti i settori dell'ebanisteria, del ricamo Punto Maglie, della ceramica e della lavorazione della pietra calcarenitica (pietra leccese, carparo e tufo). Il turismo è un'altra voce rilevante dell'economia locale.

## Infrastrutture e trasporti

### Strade
I collegamenti stradali principali sono rappresentati da:
- Da nord e da est Strada statale 16 Adriatica Lecce-Maglie-Otranto
- Da sud Strada statale 275 di Santa Maria di Leuca Maglie-Santa Maria di Leuca
- Da ovest Strada provinciale 361 Maglie-Gallipoli

Il centro è anche raggiungibile dalle strade provinciali interne: SP37 da Cursi; SP363 da Cutrofiano, Muro Leccese, Poggiardo.

### Ferrovie
La cittadina è servita dall'omonima stazione ferroviaria posta sulla linea Zollino-Gagliano del Capo delle Ferrovie del Sud Est,  è anche stazione capolinea della linea ferroviaria Maglie-Otranto, anch'essa delle Ferrovie del Sud Est.

## Amministrazione
Di seguito è presentata una tabella relativa alle amministrazioni che si sono succedute in questo comune.
| Periodo           | Periodo           | Primo cittadino          | Partito                     | Carica      | Note   |
| ----------------- | ----------------- | ------------------------ | --------------------------- | ----------- | ------ |
| 11 luglio 1988    | 29 giugno 1991    | Antonio Fitto            | Democrazia Cristiana        | Sindaco     | [ 25 ] |
| 29 giugno 1991    | 21 giugno 1993    | Francesco Chirilli       | Democrazia Cristiana        | Sindaco     | [ 25 ] |
| 23 giugno 1993    | 12 maggio 1995    | Giulio Tamborino Frisari | Rinascita magliese          | Sindaco     | [ 25 ] |
| 16 maggio 1995    | 20 novembre 1995  | Nicola Prete             |                             | Comm. pref. | [ 25 ] |
| 20 novembre 1995  | 17 aprile 2000    | Francesco Chirilli       | Cristiani Democratici Uniti | Sindaco     | [ 25 ] |
| 17 aprile 2000    | 5 aprile 2005     | Francesco Chirilli       | Alleanza Nazionale          | Sindaco     | [ 25 ] |
| 5 aprile 2005     | 30 marzo 2010     | Antonio Fitto            | Centro-destra               | Sindaco     | [ 25 ] |
| 30 marzo 2010     | 18 giugno 2015    | Antonio Fitto            | Centro-destra               | Sindaco     | [ 25 ] |
| 18 giugno 2015    | 22 settembre 2020 | Ernesto Toma             | Siamo Maglie                | Sindaco     | [ 25 ] |
| 22 settembre 2020 | In carica         | Ernesto Toma             | Siamo Maglie                | Sindaco     | [ 25 ] |

### Altre informazioni amministrative
Il comune fa parte dell'Unione dei comuni Entroterra idruntino.

## Sport
Il calcio, il tennis, le bocce, il Volley e la Pallanuoto sono gli sport che maggiormente hanno visto la partecipazione della città ai diversi campionati non solo regionali ma anche nazionali. Inoltre, gli impianti sportivi della città hanno ospitato manifestazioni di livello nazionale ed internazionale.

### Calcio
La squadra di calcio Toma Maglie ha militato nelle diverse categorie sfiorando, dopo aver vinto il campionato di Serie C nella stagione 1951-1952, la promozione in serie B sfumata con gli spareggi tra le squadre vincitrici dei rispettivi gironi nazionali di serie C. Memorabili furono gli spareggi finali con il Cagliari, il Piacenza e il Vigevano che sancirono la promozione in serie B del Cagliari. Indimenticabile la vittoria nel derby sul Lecce per 4 a 1.
In seguito l'U.S.A. Toma Maglie ha partecipato ai diversi campionati semiprofessionistici ottenendo ottimi piazzamenti e sfiorando più volte il ritorno in Serie C nelle stagioni 1982-1983, 1993-1994 e 1995-1996. Attualmente la squadra milita nel Campionato di Eccellenza.

### Tennis
Il Circolo Tennis Maglie, fondato nel 1962, milita nel campionato nazionale di serie A1 maschile e, con la seconda squadra,  nel campionato nazionale di serie A2 maschile.  Negli impianti di Via Madonna di Leuca si svolgono manifestazioni tennistiche nazionali ed internazionali, tra le quali la Fed Cup femminile, la final four under 16 maschile, il torneo internazionale under 12 maschile e femminile, la Junior Davis cup Borotra Cup e la Coppa Soisbault/Reina.

### Bocce
La Magliese è la squadra di bocce di Maglie, team che ha militato per diversi anni nel campionato italiano di serie A. La squadra disputa i suoi incontri nel modernissimo bocciodromo ritenuto uno dei più grandi in Italia. L'impianto con i sei campi sintetici e una capienza di 500 posti è provvisto di moderni servizi ed ospita tornei nazionali ed internazionali.

### Pallanuoto
La FIMCO sport Maglie è la squadra di pallanuoto che milita nel campionato di serie C. La squadra disputa gli incontri nel recente impianto dotato di due vasche, una delle quali semiolimpionica.

### Volley
La Betitaly Volley è la squadra di volley femminile che milita nel campionato di serie B1.

### Articoli
- Gerhard Rohlfs, Toponomastica greca nel Salento (PDF), Tübingen, 1964. URL consultato il 7 giugno 2018 (archiviato dall'url originale il 1º agosto 2017).